# 新疆维吾尔自治区
新疆维吾尔自治区（維吾爾語：شىنجاڭ ئۇيغۇر ئاپتونوم رايونى‎，拉丁维文：Shinjang Uyghur Aptonom Rayoni），通称新疆，简称新，是中華人民共和國的一个自治区，也是中國陸地面积第一大的省级行政区和世界面积第八大的一级行政區劃。自治區由新疆省改置，成立于1955年，首府位於乌鲁木齐。新疆总面积为1,664,897平方公里，约占中国陆地面积六分之一；陆地边境线达5690.142公里，占中国边界总长度四分之一。
新疆地貌为“三山夹两盆”，即拥有高山与盆地相间分布的独特地形特征。南北两端分别为昆仑山脉和阿尔泰山脉，而橫亙中部的天山山脉则将新疆大致分为准噶尔盆地和塔里木盆地两大部分，或以北疆和南疆俗称。夏季高温、光照充足以及昼夜温差大的气候特点使得新疆出产各类优质瓜果，如番茄、哈密瓜、石榴、葡萄等。炎热干燥的气候和稳定的灌溉水源使南疆成为中国最大的优质棉花生产基地。新疆也是中国油气资源最丰富的省区之一，储量占陆地总储量近三分之一，拥有亿吨级储量油田。所拥有中国战略油气储备基地。克拉玛依油田是中国西部最大的油田。自治区人民政府駐乌鲁木齐市天山区中山路479号。
新疆居住着19个世居民族，其中包括维吾尔族、汉族、哈萨克族、回族、柯尔克孜族、蒙古族、锡伯族、塔吉克族、东乡族等，自治区境内还有五个民族自治州和六个民族自治县。

## 名称
新疆古称西域，唐代又稱磧西，公元前60年西汉首设西域都护府，至7世纪唐又設安西都護府。蒙古入主中原之前中国二十四史明确有帝王世系记载在新疆建立的政权有西辽，历史上是丝绸之路的必经之地。清朝乾隆二十四年（1759年），清军平定大小和卓之亂，统一天山南北，设伊犁将军管辖西域。1760年，乾隆帝给陕甘总督杨应琚的谕令：“新辟疆土如伊犁一带，距内地远，一切事宜难以遥制。”雍正時贵州東南部新辟疆土亦稱“新疆”。
1877年（光绪三年），尚在清军进兵收复新疆之际，清廷就如何处理新疆善后事宜问题，命西征军统帅左宗棠通盘筹划。左宗棠在其呈奏的《统筹新疆全局疏》中，正式向朝廷提出了在新疆建省的建议，清廷在1884年下诏，设立“新疆布政使司”，新疆正式建省。建省前後的“新疆”意义并不一样，建省出自於左宗棠上奏同治皇帝的「他族逼處，故土新歸。」
地理大发现时期，欧洲人从阿拉伯人的著作中接触到“突厥斯坦”的概念，1722年出版的《帖木儿伯克史》中将整个西伯利亚称为“北突厥斯坦”，将新疆称为“南突厥斯坦”。1776年，法国神甫钱德明将两位葡萄牙籍神甫奉乾隆帝聖旨到新疆所测绘地图中的多个地理方位以“东、西突厥斯坦”为名，发表在《关于中国历史、地理等情况的报告》中，塔里木盆地开始被西方人称为“东突厥斯坦”，但19世纪初之前该词并未被广泛使用。
17世纪开始，俄国人一般将塔里木盆地一带称为“小布哈拉”:31-32。1824年，俄国汉学家季姆科夫斯基所撰的《1820-1821年经蒙古至中国的旅行》中提出“小布哈拉”应作“中国突厥斯坦”；1829年，俄国汉学家俾丘林所著的《准噶尔和东突厥斯坦古代和现代记述》中则对“中国突厥斯坦”这一名称不以为然，认为称“东突厥斯坦”更为恰当，但中亚居民通常并不使用“突厥斯坦”来称呼他们自己的土地。俄罗斯在中亚成立突厥斯坦总督区后，西方著作中开始将突厥斯坦区分为“俄国突厥斯坦”和“中国突厥斯坦”。
对彼时的英国旅行家和英语材料来说，使用“Chinese Turkestan”（中国突厥斯坦）、“East Turkestan”（东突厥斯坦）、“Chinese Central Asia”（中属中亚）、“Serindia”（塞林迪亚、西域）还是“Sinkiang”（新疆）并无共识，这些词常常在描述新疆地区时交替使用。

## 历史

### 前1世纪—3世紀
中国古籍中对于西域地理历史的真实具体记载始自汉朝。同样在在汉代，中原政权在西域设立了首个军事行政机构西域都护府以控制当地的附庸国。
漢匈戰爭期間，汉王朝通過向西攻打臣服於匈奴的西域各國，開始其扩张大业。匈奴是秦汉之际在亚洲内陆草原地区活动的一个实力强盛的游牧帝國。在西域都护府建立前，西域诸国臣属于匈奴；匈奴于公元前209年－前161年间征服了西域，并设置有僮仆都尉一职，负责在西域征收赋税。
汉武帝刘彻为在與匈奴的戰爭中佔上風，决定“通西域以断匈奴右臂，隔绝南羌、月氏”。为此他先派张骞两度出使西域，途中两次被匈奴俘获。张骞远到大宛，试图说服月氏、乌孙等国共同对付匈奴，但未得到支持，然而张骞在途中搜集了大量沿途的资料和情报。公元前104年，汉武帝又命李广利三年两次发兵入侵大宛（在今中亚费尔干纳盆地），使西域许多城国臣服于汉。前102年，汉军攻占大宛城（今费尔干纳）。翌年，汉朝在西域的轮台、渠犁等地驻兵屯田。
因匈奴内争，其主管西域的日逐王先贤掸率万余众降汉，汉使护鄯善以西使者郑吉迎之，匈奴在西域的统治力量随之瓦解。于是汉廷使护鄯善以西南道诸地的郑吉“并护（车师以西）北道，故号曰都护”。公元前60年，西汉中央政权首次设立西域都护府，将天山南部第一次置于汉廷的势力范围之下。但西域不属汉朝郡县范围，与僮仆都尉不同的是，西域都护的职责主要以保护当地城邦国为主，因此西域都护并不像匈奴的僮仆都尉一样在西域有征收赋税的职责。
公元10年，新朝王莽与匈奴断绝关系后，匈奴重新夺回西域；公元13年，焉耆国王起兵斩杀由西汉任命的西域都护但钦，于是“西域亦瓦解”，新朝势力退出西域；公元16年，王莽以李崇为西域都护却入侵焉耆國失败，李崇只能还保龟兹国；公元23年王莽死后，“（李）崇遂没，西域因绝”。
公元74年。东汉重设西域都护，但次年遭到焉耆和龟兹起兵反抗。两国投靠北匈奴，进攻西域都护陈睦。陈睦全军覆没，遂罢西域都护。
公元91年，汉军出擊西域諸國，令其臣服。十二月，汉朝重新设置西域都护，驻龟兹国境内的它乾城（今新疆库车附近，其址未详）。公元94年，班超处决焉耆国王广和尉犁国王汎于前西域都护驻扎过的乌垒城。又废除龟兹原国王尤利多，另扶植白霸为龟兹王，尤利多则被带回洛阳。
公元107年7月，西域各国再次反汉，龟兹国人叛白霸，与温宿、姑墨两国联合反抗汉朝。东汉虽成功镇压，但因西域政治不稳定而最终废置西域都护，北匈奴收复西域。

### 4世纪—6世紀
4世纪初，西晋因居於北方的各個胡族起兵而覆灭，西域长史府名存实亡。中原王朝对西域失去了控制，进入到了五胡十六国时期。今中国的西北地区建立了一个又一个的不同民族政權，包括前凉、前秦、北凉、后凉和西凉，这些政权都试图保持对西域诸邦国的控制。最终鲜卑族的北魏重新统一中国北方，控制了今天新疆东南角的一部分。疏勒、于阗、龟兹和且末等政权控制了西部，而中央吐鲁番附近则被北凉的延续者高昌所统治。
5世纪末，吐谷浑和柔然开始分别扩张至今新疆的南部和北部。从6世纪中叶开始，突厥人在阿尔泰山地区崛起，數年间击败柔然，建立了西至里海、东抵大兴安岭、橫亙中亚的突厥汗国。583年古突厥分裂为东突厥、西突厥二国，新疆属于西突厥。

### 7世纪—13世纪
隋炀帝大业五年（609年），隋军入侵吐谷浑，控制了今日的新疆东南部。六年後的615年，吐谷渾在青海復國，隋朝所設的鄯善、且末、西海、河源四郡全沒。
唐太宗贞观十四年（640年），唐军吞并高昌，于该地置西州，又于可汗浮图城（今吉木萨尔）设立庭州；同年在高昌设安西都护府，后迁至库车，改置为安西大都护府。在之后的二十年间，唐朝发动了对西突厥的一系列战争，西突厥汗國最终于657年灭亡，670年安西四镇被吐蕃攻佔，而后十次易手；在693年最终被武周收复。702年在庭州设置北庭都护府，后又升为北庭大都护府，管理天山北麓及新疆东部地区的军政事务，而安西大都护府管理天山南部和葱岭以西的广大地区。唐玄宗开元年间，曾在两大都护府之上设碛西节度使，是当时全国八大节度使之一。非汉族聚居区，则设置羁縻府州。同时，还在龟兹、阗、疏勒、焉耆（一度是碎叶）设军事建制，史称安西四镇。
唐初，青藏高原的吐蕃与唐朝关系密切，安史之乱之后，吐蕃勢力逐渐强大起來，在之后的三十二年内逐步占领了天山山脉南部的和河西走廊的广大地区，甚至在763年洗劫了唐朝京城长安。同时，原居蒙古高原的回鹘汗国在之后的五十年时间内逐步控制了今新疆北部的广大地区。
9世纪之后，回鶻汗國滅亡，部落四散，西遷吐魯番盆地的成為高昌回鶻（或称西州回鶻），一部分迁居龟兹，被稱為龟兹回鶻。
此時西域出现了几个国家并存的局面，这一地区进入混战时期。主要包括有高昌回鹘、喀喇汗国和阗等政权。844年后西迁西域的回鹘人与其他操突厥语诸族建立高昌回鹘国与喀喇汗国。喀喇汗国在10世纪—11世纪时控制今日的新疆西部；同一时期回鹘的一支在今日新疆中部定居，是为高昌回鹘国。于阗是古老的塞人居住地，1006年被喀喇汗国灭亡。
1132年，遼朝皇族耶律大石躲避金朝人的追擊，从辽河上游地区轉入新疆，建立西辽政权，统治新疆地区八十多年。
13世纪初—14世纪时，隨著蒙古的興起和擴張，西域乃至亞歐大陸的大片地區被蒙古帝國征服，蒙古人在今伊犁河流域曾设置阿里麻里（阿力麻里）等处行尚书省，但不久并入察合台汗国，由察合台后裔统治原西辽故地。而天山以北地区大部分属于窝阔台汗国（後被瓜分）。1260年忽必烈建立元朝後，曾在今乌鲁木齐一带设置别失八里行中书省，但旋即丟失，后新疆的大部分地区长期被察合台汗国統治，仅东部的火州（即高昌）一帶为元廷辖地。

### 14世纪之后

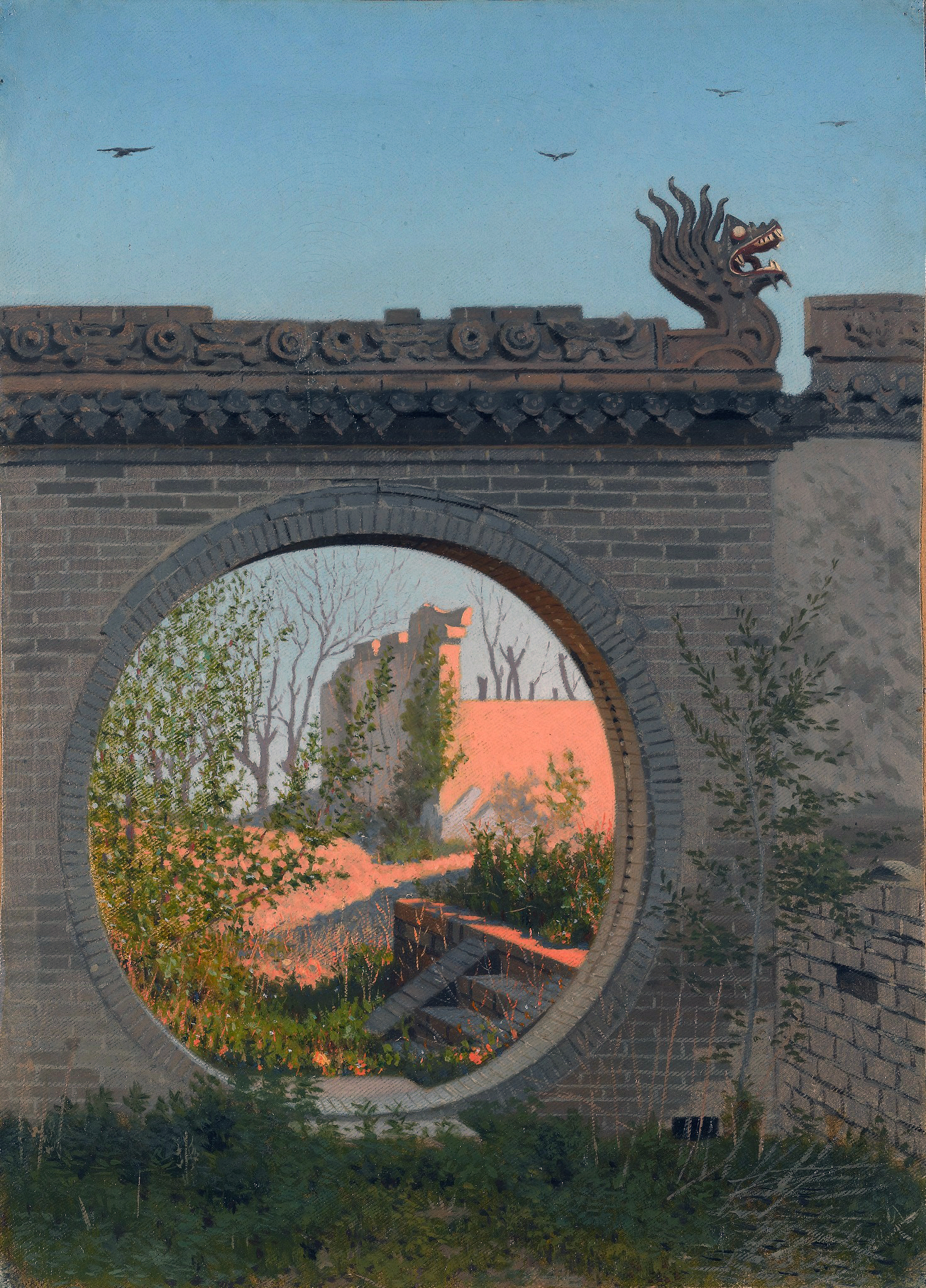
塔城的花园

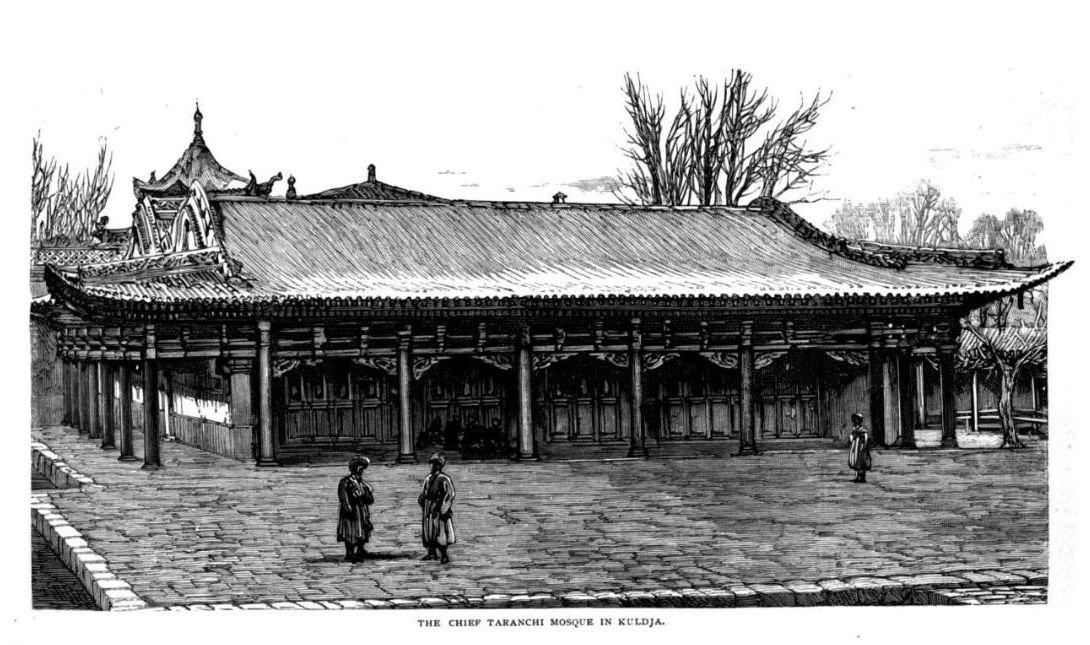
1885年伊犁版畫

明朝初年，为防範漠北的鞑靼和瓦剌势力，於哈密等地區設置衛所；而以西则为东察合台汗国统治。16世紀中葉，由东察合台汗国分裂出来的吐鲁番汗国強大，1472年，哈密等衛所一度被吐魯番攻破，諸衛內遷，之後夺回；1514年再度被併。15世紀後半期後，西北諸衛全部喪失，明军退守嘉峪關。同时期，叶尔羌汗国在天山以南的东察合台汗国的故地上建立。明末清初，厄鲁特蒙古的一支准噶尔部以伊犁为中心建立准噶尔汗国，并向南扩张控制了叶尔羌汗国。经过激烈的战争，1697年，清军入侵准噶尔，控制了今新疆的东部地区。1755年，清军再次入侵准噶尔，最終攻占伊犁，准噶尔於是亡國，是為準噶爾之役。1757年又镇压了准噶尔的辉特部阿睦尔撒纳之乱。1759年，清军再次镇压回部宗教首领波罗尼都、霍集占发动的大小和卓之亂，最终控制新疆全境。周边的哈萨克、布鲁特、浩罕、巴达克山等国也附屬于清朝。1799年，清军按照乾隆帝的旨意屠杀了剩余的准噶尔人。
19世纪中叶，沙俄割佔中國領土，1864年的塔城条约将新疆西北部巴尔喀什湖以南一带清朝自吞并准噶尔汗国之后得到的土地割让给俄国。1864年新疆维回起义，库车、和阗、喀什、吐鲁番等地纷纷宣布独立，与清兵互相攻伐，为清朝時期最大型的新疆民族衝突。1865年春，邻国浩罕汗国的阿古柏从喀什攻入新疆，试图统一南疆回部七大城，占领新疆大部分地区长达6年。1871年，俄国又占领了伊犁河谷，当时清廷在新疆只剩下塔城等少数据点。1877年左宗棠收复新疆。1881年，清政府收复被沙俄实际占有长达11年之久的伊犁地区。1884年（光绪十年）11月19日，清政府颁发上谕，设立甘肃新疆省，任命刘锦棠为甘肃新疆巡抚，魏光焘为新疆布政使。新疆建省后废除了伯克制，裁汰各地驻扎大臣，设置厅、府、州、县，实行与内地各省一样的行政制度。

### 中華民國時期
1911年辛亥革命，新疆的革命党在湖北人杨缵绪等人的率領下在伊犁發動起義，殺死伊犁將軍志銳，成立伊犂臨時軍政府。清朝被中华民国取代後，新疆巡抚袁大化辭職逃离新疆，原鎮迪道杨增新成为新疆都督。杨增新在1912年和伊犁軍政府议和，逐渐取得全疆控制權，并拥护中华民国大总统袁世凯。殘餘的革命党人或被杀死，或回到中國内地。1911年底喀尔喀蒙古宣布獨立，次年库伦的「大蒙古国」攻陷科布多後，又攻打蒙古与新疆之间的阿尔泰，被杨增新和帕勒塔派军击败。1919年，中華民國北京政府下令将阿尔泰并入新疆省，设立阿山道，即今之阿勒泰地区前身。
1928年6月，黃埔軍校校長兼國民革命軍總司令蔣中正所領導的國民革命軍北伐勝利，國民政府沿襲北洋政府時期的「新疆省」建置，7月1日杨增新自行就任新疆省政府主席兼总司令，7月7日被刺身亡。11月17日省政务厅长金树仁成为新疆省主席。由于不滿金树仁的政策，各地民变迭起，和加尼牙孜等人首先在哈密起義，导致甘肃军阀马仲英入疆。1931年8月11日，富蕴县发生8级地震，造成10000人死亡。1933年马仲英攻打迪化，被新疆督办公署参谋长盛世才击败。同年4月12日在一些不满金树仁的军官利用流亡新疆的白俄归化军发动政变，推举盛世才为新疆督军。金树仁取道苏联逃往天津。
1933年11月，在外部支持下，和闐人穆罕默德·伊敏、沙比提大毛拉等人發生起义，在疏附宣佈成立“东突厥斯坦伊斯兰共和国”，推舉和加尼牙孜為總統。1934年2月為马仲英部下馬福元所消灭。穆罕默德·伊敏逃回和闐，又擁立其兄滿素爾為帕夏，成立“和闐伊斯蘭王國”，隨即被馬虎山所部消滅。
1937年新疆戰爭期間，盛世才前期依靠苏联支持巩固新疆政权。为表示其亲共立场，盛世才曾前往苏联考察，还邀请中国共产党陈潭秋、毛泽民、林基路等人到新疆工作。後因蘇德戰爭初期蘇軍失利，盛世才與蘇聯和中共决裂，1943年國民革命軍進駐新疆。
1944年11月，蘇聯乘中國抗日戰爭期間策劃伊宁事变，维吾尔人和哈萨克人在苏联支持下建立了“東突厥斯坦共和國”，在其控制區内发生了对漢族平民的屠杀事件，是民國年代新疆最激烈的民族衝突。1946年6月，在蘇聯的指示下，三区革命左派领导人阿合买提江、阿巴索夫等撤消主张独立的艾力汗·吐烈的政府主席职务，将“东突厥斯坦共和国”改组为“伊犁专区参议会”，投靠中國共產黨。中国共产党将“三区革命”视为其革命運動的一部分
1949年，经张治中斡旋，新疆军政长官陶峙岳、包尔汉·沙希迪等宣布脱离中華民國政府投靠中國共產黨。9月25日王震率军入乌鲁木齐，通称新疆和平解放。

### 中华人民共和国時期

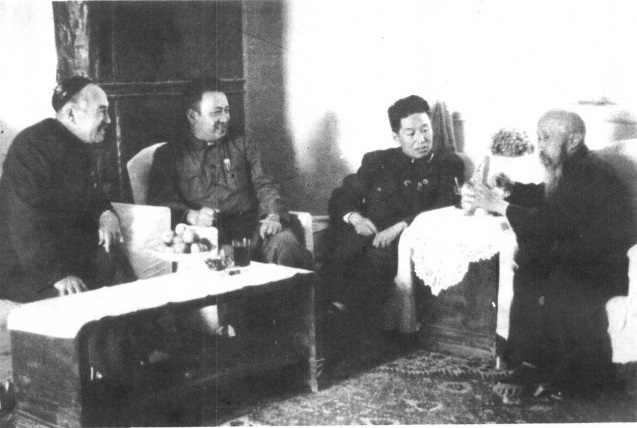
1950年新疆和平解放后中央人民政府派出首个赴新疆慰问团

1955年10月1日，中华人民共和国改新疆省为新疆维吾尔自治区，成为五大民族自治区之一。在1955年的人口统计中，维吾尔族占到新疆的73%人口，也正因此，新成立的自治区整体被定义为维吾尔自治区。
1953年前，新疆超过75%的人口居住在天山以南的塔里木盆地。中华人民共和国政府主导的西北大開發，主要被鼓励居住在当时人烟荒芜的新疆北部，即准噶尔盆地地区。从此一来，当代新疆的人口构成就得以定型：新疆北部城市以汉族、回族和哈薩克族为主；新疆南部城市则以维吾尔族为主。
1950年代开始新疆人口呈汉族净流入态势。当时，为解决解放新疆部队男女比例失衡、男性军人婚姻问题，中共中央军委、新疆军区吸纳大量单身女性进入新疆参军、工作、定居。1990年代时，每年农忙时期均需要大量人口，最多曾有120万，受雇涌入新疆采集棉花。新疆各族人希望進入沿海地區做生意占少数。而同时期新疆有少量包括維吾爾族在內的各族人口外流进行贸易與求學，在北京等地形成有数千人的聚居區，新疆維吾爾餐館也林立起來。

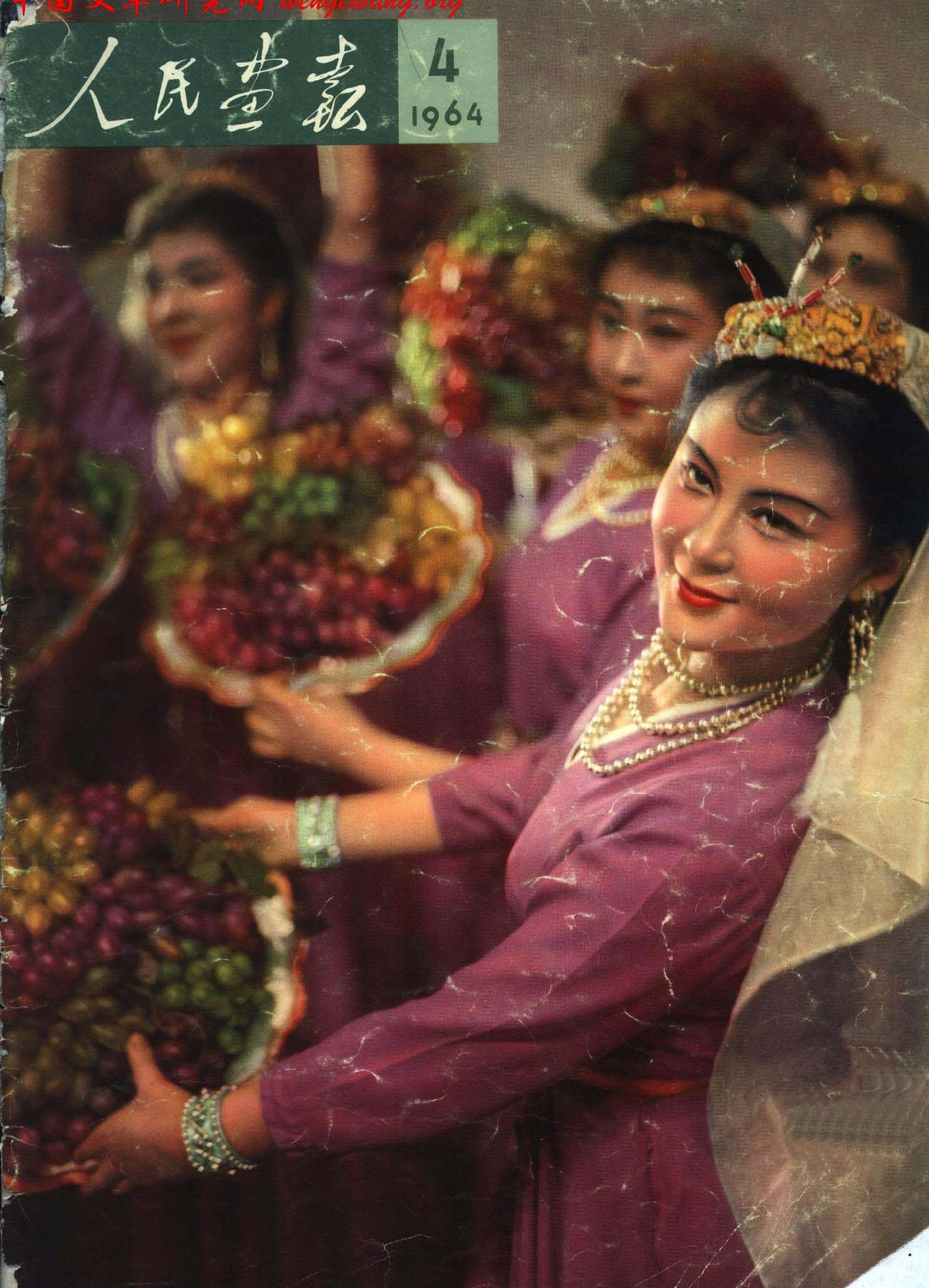
1964年新疆歌舞团劇目-葡萄架下，於人民畫報封面

自1962年中苏交恶后，苏联通过其中亚地区电台广泛鼓动新疆的维吾尔族及哈萨克族进行分离主义暴力事件，支持其独立。仅1966年一年，新疆民族分裂主义者受苏联煽动而发起的攻击就高达五千起。1962年由于苏联驻伊犁领事馆非法发放证件并许诺协助新疆独立，使得六万余名中国籍公民外逃至哈萨克苏维埃社会主义共和国，甚至声称组织“维吾尔解放军”进攻新疆，史称伊塔事件。中国成立半军事半生产性机构新疆生产建设兵团，将其派往边境驻防及屯垦来回应苏联的干涉和破壞。1964年在新疆羅布泊完成核試驗596工程。
1970年代末改革开放后，高速增长的经济在地区内部分配并不均衡。大部分维吾尔族人选择移居至城市，而众多外来人口也移居新疆以寻求经济发展机会。1980年，改革派领导人胡耀邦决定放宽自治区民族自治权，将自治区的汉族干部调离新疆。但长期主政新疆的王震强烈反对這種放任政策，这一政策未能实行。1981年“两个离不开”成为中国民族工作的指导方针，即民族关系是“汉族离开少数民族不行，少数民族离开汉族也不行”作為主流。1975年被撤销的新疆生产建设兵团在1982年重新恢复。
1989年5月19日乌鲁木齐五·一九骚乱，导致150人受伤，2009年7月5日，烏魯木齊爆發七五事件，造成過百人死亡。2008-2014年新疆連年發生恐怖襲擊，是21世紀以來最嚴重新疆民族衝突。为打击極端伊斯蘭恐怖組織以及疆內分裂勢力，以习近平同志为核心的党中央不断加大维稳力度，不但多次進行反恐行動，更设立“教培中心”，教化受極端思想影響的人。對此，有歐美国家批評其為「新疆种族灭绝」。但是沙特阿拉伯、伊朗、阿拉伯联合酋长国、卡塔尔、巴基斯坦等多数穆斯林国家认为中方做法为“反恐”教育，并在联合国大会投票支持中方。聯合國則批評中國當局嚴重侵犯人權的行為犯下「危害人類罪」。
2023年11月1日，中华人民共和国国务院关于印发《中国（新疆）自由贸易试验区总体方案》的通知，宣布將在新疆建设自贸试验区，這將會是西北地區第一個自貿區。

## 地理

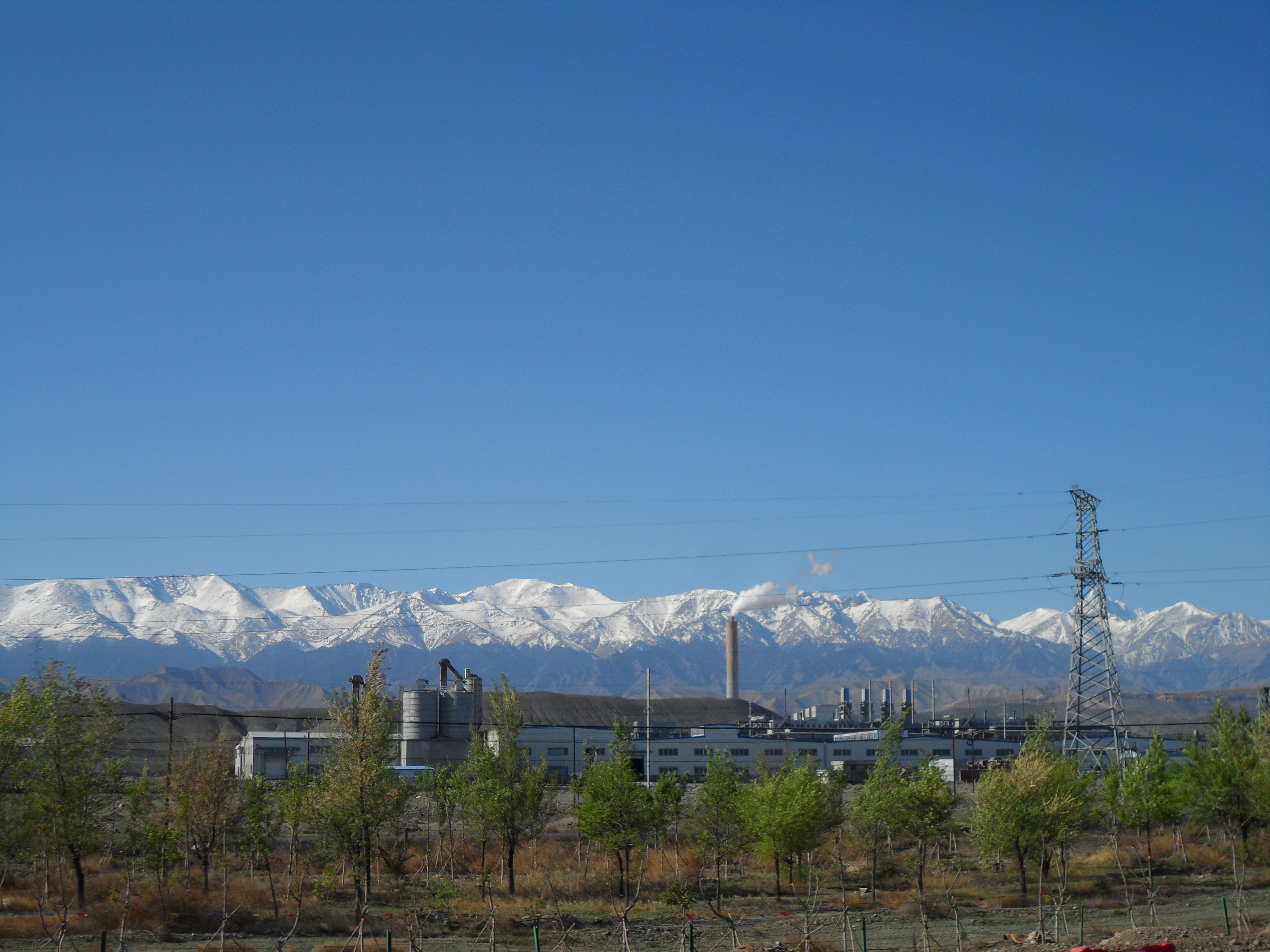
天山

### 位置与范围
- 接邻省区：甘肃、青海、西藏
- 接邻国家：蒙古、俄罗斯、哈萨克斯坦、吉尔吉斯斯坦、塔吉克斯坦、阿富汗、巴基斯坦、印度

新疆是中国最大的省级行政区：面积超过中国陆地面积的六分之一，边界线长度5682公里。面積為166萬489平方公里。

### 地形

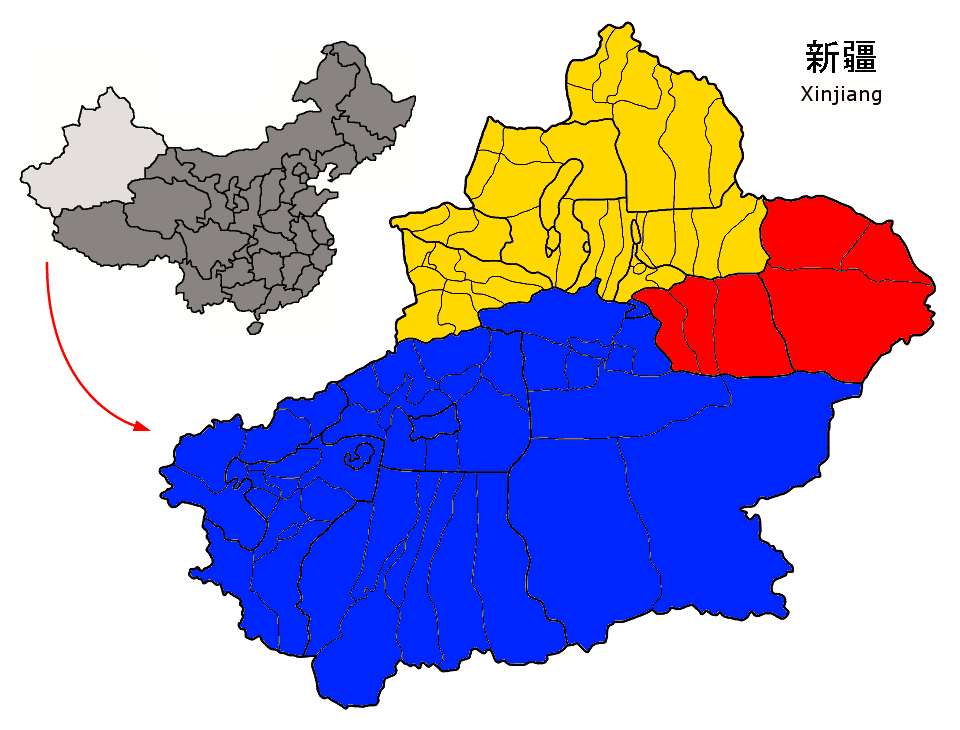
依现行行政区划分的三个地区——南疆、北疆、东疆，蓝色为南疆地区，黄色为北疆地区，红色为东疆地区

地形特点为“三山夹两盆”：南邊是昆仑山，北邊是阿尔泰山，中間由天山分隔出南部的塔里木盆地與北部的准噶尔盆地兩大盆地。一般稱天山以北为北疆，以南为南疆，吐鲁番、哈密一带为东疆。
整個天山山脈延伸至另外3個鄰國: 哈薩克斯坦、吉爾吉斯斯坦和烏茲別克。位於新疆的天山山脈中段的高山間盆地間環抱巴音布魯克草原，巴音布魯克草原位於新疆巴音郭楞蒙古自治州和靜縣西北的巴音布魯克區境內，海拔約2,500米，面積23,835平方公里，是中國僅次於內蒙古鄂爾多斯的第二大草原。草原地勢平坦，開都河貫穿其間，水草豐盛，是新疆最重要的畜牧業基地之一。
新疆的最低点吐鲁番盆地艾丁湖低于海平面155米（也是中国的陆地最低点）。最高点乔戈里峰位于克什米尔边境上，海拔8611米。
新疆的古尔班通古特沙漠（46°16.8′N 86°40.2′E / 46.2800°N 86.6700°E）是陆地上距离海洋最远的地方，距离最近的海岸线有2648公里（直线距离）。
新疆－吉尔吉斯边境横贯着天山山脉。吐尔尕特口岸（海拔3752米）位于边境。

### 气候
典型的温带沙漠气候。北疆为中温带，受西风带影响，降水稍多，喀纳斯湖年平均降水量超過1000毫米。南疆为暖温带，降水稀少，吐魯番市年平均降水量不足20毫米。高山地区为高地气候，地形雨偏多，山顶有冰川。
冬季有天山准静止锋活动。

### 水文
主要河流：塔里木河、伊犁河、额尔齐斯河

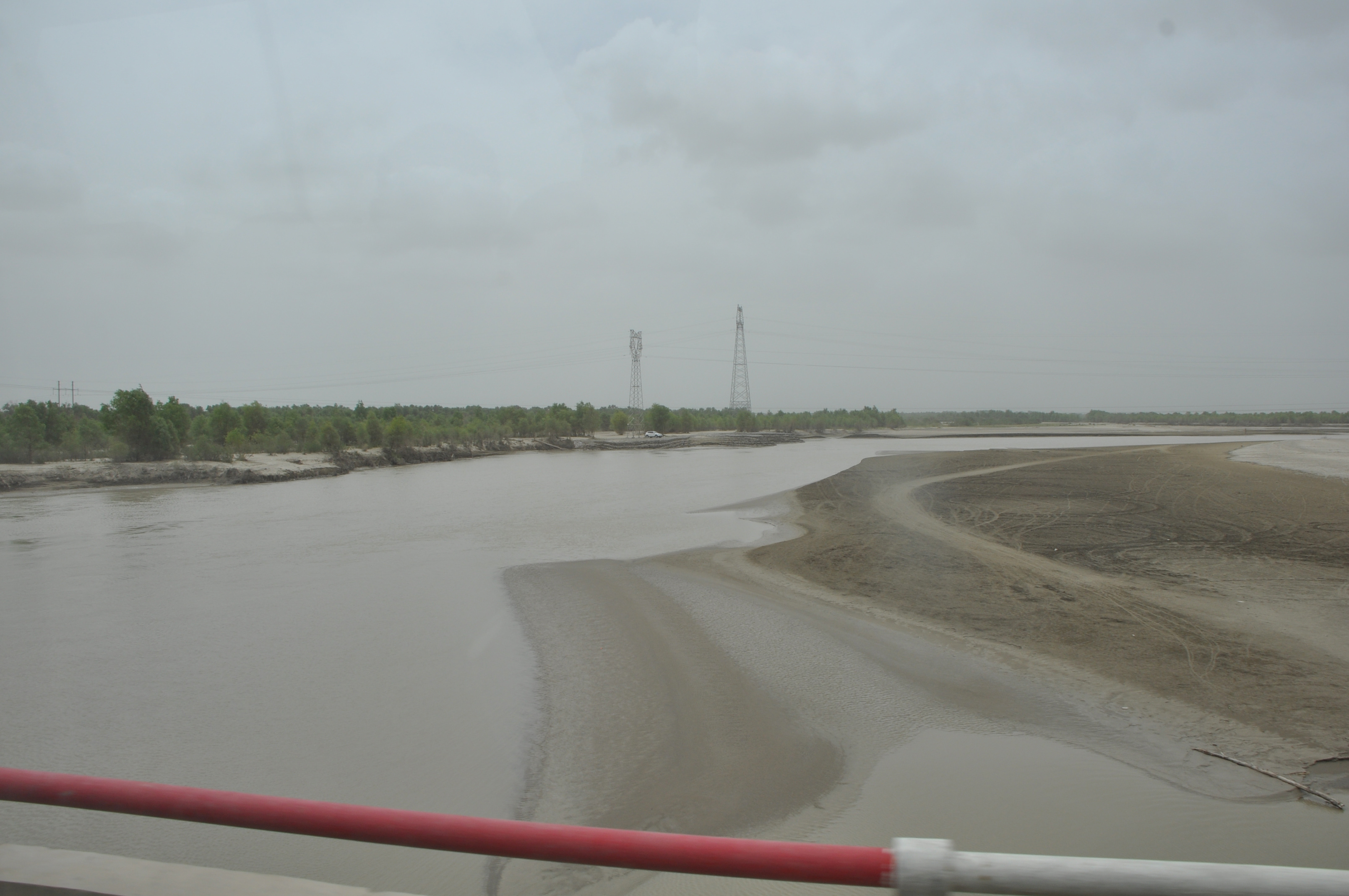
塔里木河

主要湖泊：博斯腾湖、喀纳斯湖、赛里木湖、艾比湖、艾丁湖

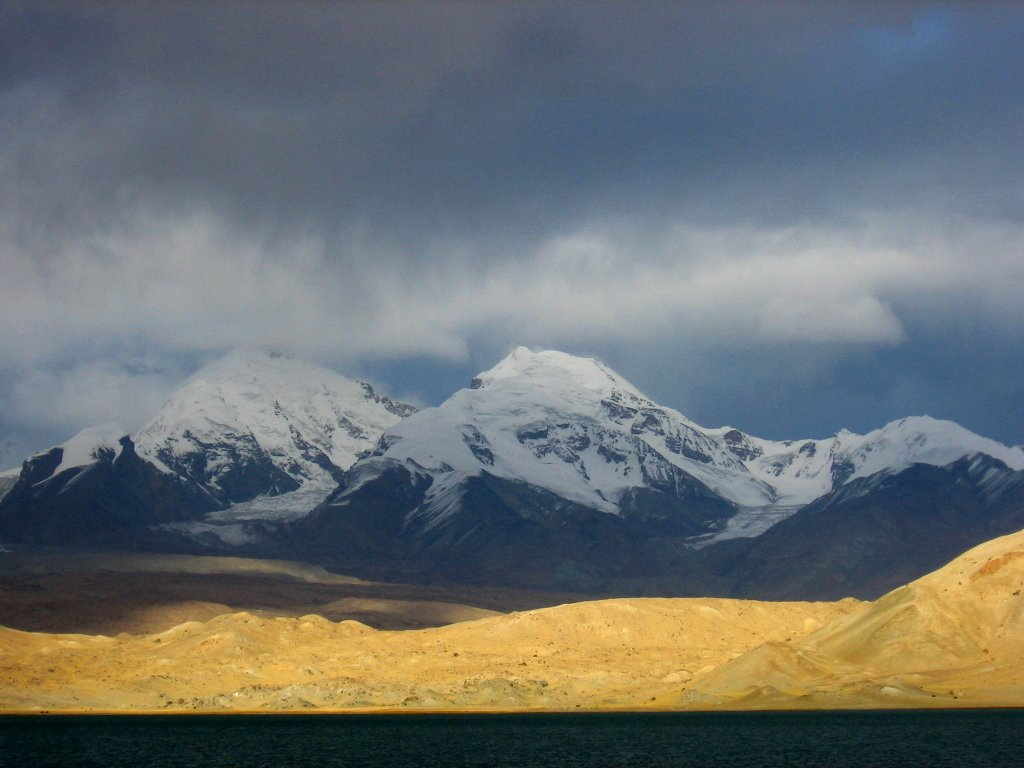
天山
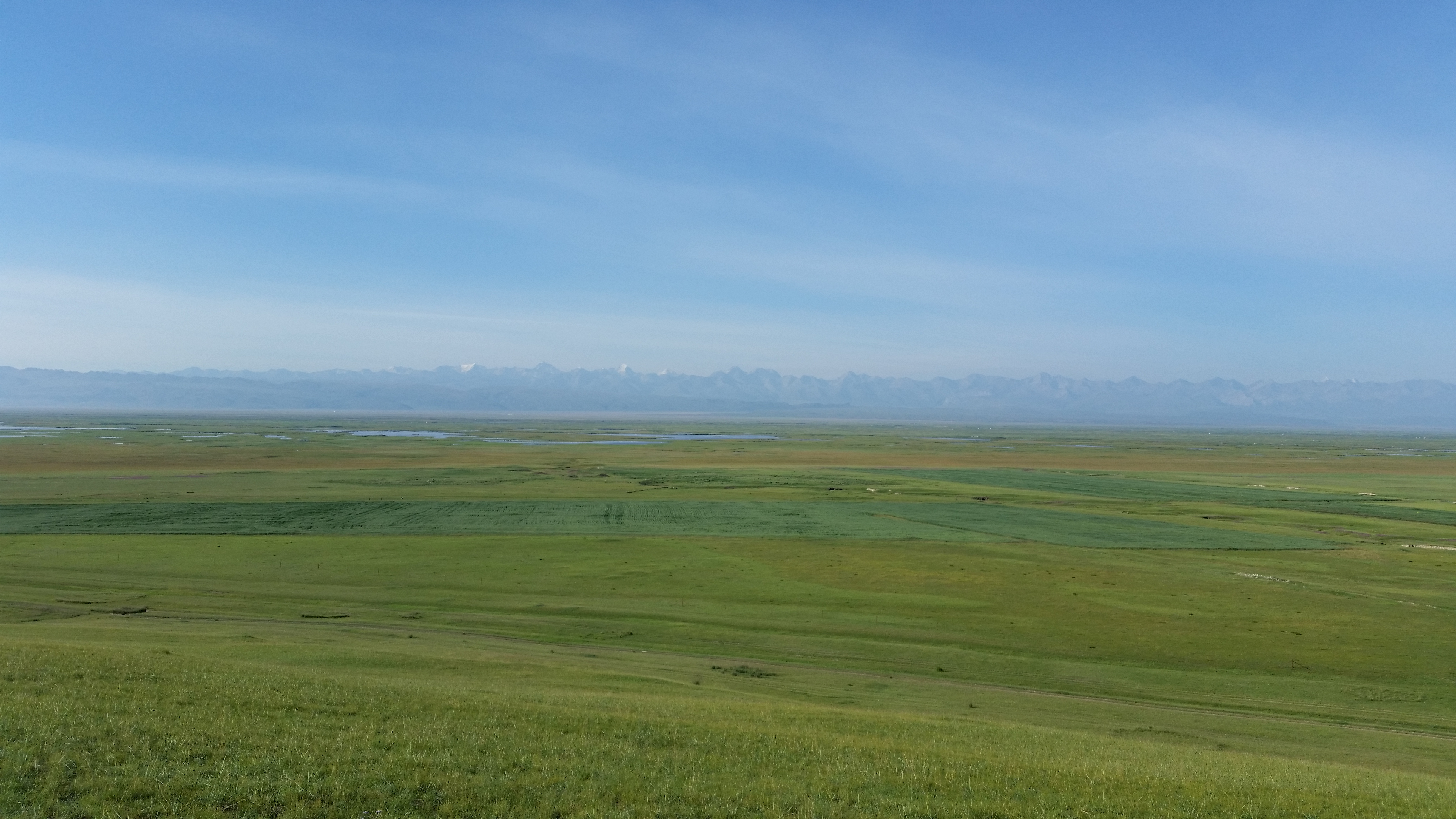
巴音布鲁克草原
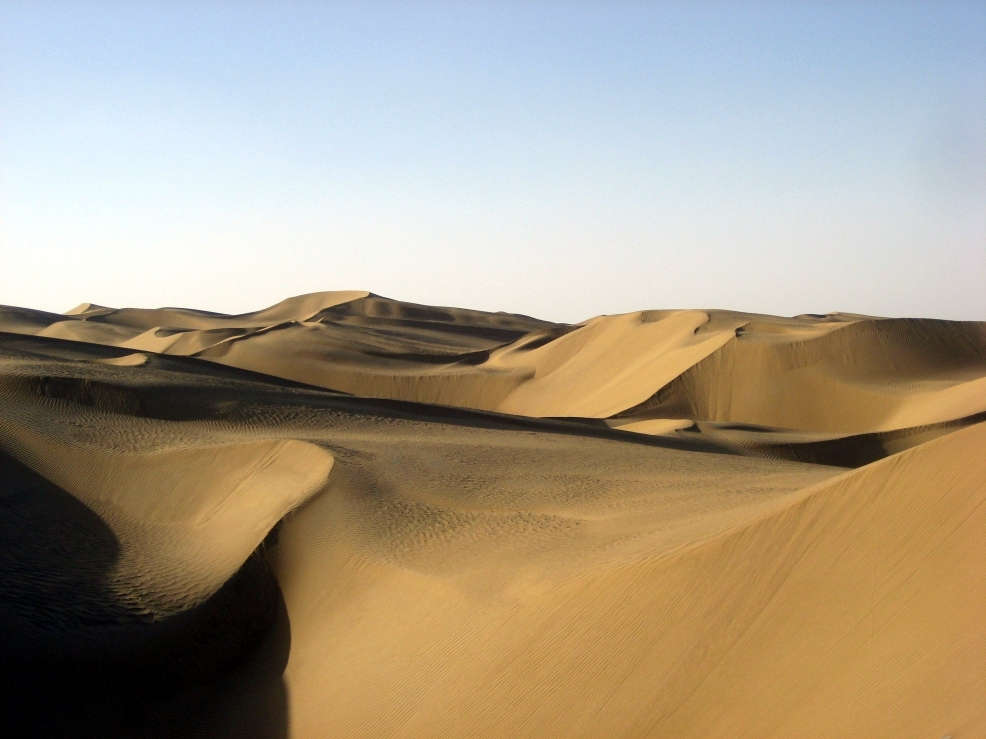
塔克拉玛干沙漠
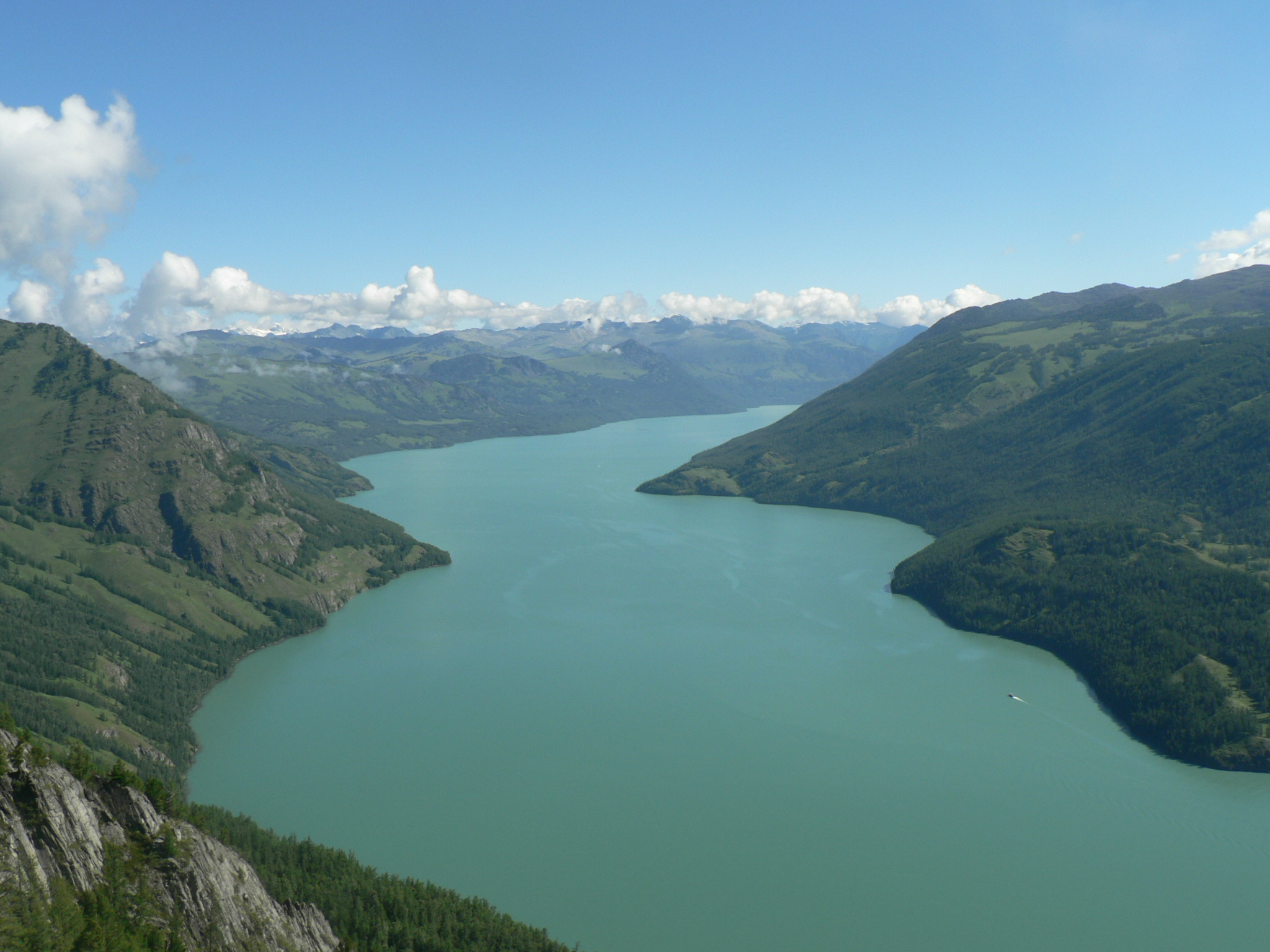
喀纳斯湖

### 山口
由南向北，与新疆接壤的山口是
| \| 名称 \| 坐标 \| 海拔 \| 邻国 \| \| ------------------------------------ \| ------------------------------------------------ \| ------ \| -------- \| \| 喀喇昆仑山口 \| 35°30′48″N 77°49′23″E / 35.513333°N 77.823056°E \| 5540m \| 印度 \| \| 图尔吉斯坦拉山口（英语：Indira Col） \| 35°39′24″N 76°51′38″E / 35.656667°N 76.860556°E \| \| 印度 \| \| Windy Gap（瑞典语：Windy Gap (bergspass i Kina)） \| 35°52′23″N 76°34′37″E / 35.87318°N 76.57692°E \| 6111m \| 巴基斯坦 \| \| 木斯塔山口 \| 35°50′24″N 76°15′00″E / 35.840000°N 76.250000°E \| 5422m \| 巴基斯坦 \| \| Sarpo Laggo Pass（瑞典语：Sarpo Laggo Pass） \| 35°49′24″N 76°09′45″E / 35.8234°N 76.16249°E \| 6013m \| 巴基斯坦 \| \| West Muztagh pass \| 35°51′12″N 76°08′33″E / 35.8532°N 76.1424°E \| \| 巴基斯坦 \| \| 红其拉甫口岸 \| 36°51′00″N 75°25′40″E / 36.850000°N 75.427778°E \| 4693m \| 巴基斯坦 \| \| Parpik Pass \| 36°57′N 75°21′E / 36.95°N 75.35°E \| 5467m \| 巴基斯坦 \| \| Mutsjliga Pass（瑞典语：Mutsjliga Pass） \| 36°58′25″N 75°17′50″E / 36.97374°N 75.2973°E \| 5314m \| 巴基斯坦 \| \| 明铁盖达坂 \| 37°00′14″N 74°51′04″E / 37.0039°N 74.8511°E \| 4709m \| 巴基斯坦 \| \| 基里克达坂 \| 37°04′45″N 74°40′20″E / 37.0792°N 74.6722°E \| 4827m \| 巴基斯坦 \| \| 瓦根基达坂 \| 37°05′53″N 74°29′05″E / 37.098°N 74.4848°E \| 4837 m \| 阿富汗 \| \| Kara Jilga Pass \| 37°15′16″N 74°36′53″E / 37.2545°N 74.6147°E \| 5386m \| 阿富汗 \| \| 麦曼约里达坂 \| 37°17′02″N 74°43′58″E / 37.28395°N 74.7328°E \| 4937m \| 阿富汗 \| \| 托克满苏达坂 \| 37°13′25″N 74°52′28″E / 37.2236°N 74.8744°E \| 5427m \| 阿富汗 \| \| 克克敖吊克达坂 别伊克山口 排依克山口 \| 37°18′N 75°00′E / 37.3°N 75.0°E \| 4742m \| 塔吉克 \| \| 纳兹塔什山口 奈扎塔什山隘 \| 37°35′22″N 74°56′10″E / 37.58944°N 74.93611°E \| 4476m \| 塔吉克 \| \| Agachak Pass（瑞典语：Aghbai Agachak） \| 37°49′16″N 74°56′42″E / 37.82115°N 74.94492°E \| 5127m \| 塔吉克 \| \| 卡拉苏口岸 阔勒买口岸 \| 38°08′59″N 74°48′14″E / 38.1498°N 74.8038°E \| 4362m \| 塔吉克 \| \| Saritosh Pass（瑞典语：Aghbai Saritosh） \| 38°16′37″N 74°48′04″E / 38.27694°N 74.80111°E \| 4538m \| 塔吉克 \| \| Qaratokhterak Pass（瑞典语：Aghbai Qaratokhterak） \| 38°25′42″N 74°52′02″E / 38.42833°N 74.86722°E \| 4877m \| 塔吉克 \| \| Aromiti Pass（瑞典语：Aghbai Aromiti） \| 38°37′42″N 74°29′05″E / 38.62833°N 74.48472°E \| 4703m \| 塔吉克 \| \| Budabel Pass（瑞典语：Aghbai Budabel） \| 38°34′32″N 74°04′20″E / 38.57556°N 74.07222°E \| 4251m \| 塔吉克 \| \| Kiyaz-Ashu（瑞典语：Pereval Kiyaz-Ashu） \| 38°32′00″N 74°00′00″E / 38.53333°N 74.0°E \| 4479m \| 塔吉克 \| \| 乌孜别里山口 \| 38°39′14″N 73°48′09″E / 38.653806°N 73.8023917°E \| 5540m \| 塔吉克 \| \| Qarazoq Pass（瑞典语：Aghbai Qarazoq） \| 38°51′00″N 73°42′43″E / 38.85°N 73.71194°E \| 5217m \| 塔吉克 \| \| Uch-Bel Pass（瑞典语：Aghbai Uch-Bel） \| 37°49′16″N 74°56′42″E / 37.82115°N 74.94492°E \| 5127m \| 塔吉克 \| \| Togochar Pass（瑞典语：Pereval Togochar） \| 39°33′52″N 73°54′52″E / 39.56447°N 73.91435°E \| 4361m \| 吉爾吉斯 \| \| Karachaychaty Pass（瑞典语：Pereval Karachaychaty） \| 39°35′40″N 73°55′27″E / 39.59439°N 73.92407°E \| 4284m \| 吉爾吉斯 \| \| 斯姆哈纳 伊尔克什坦口岸 \| 39°43′02″N 73°58′25″E / 39.7172°N 73.9735°E \| 3005m \| 吉爾吉斯 \| \| Kashetek Pass（瑞典语：Pereval Karachaychaty） \| 39°43′42″N 73°54′52″E / 39.72847°N 73.91437°E \| 3120m \| 吉爾吉斯 \| \| Bezymyannyy Pass（瑞典语：Pereval Bezymyannyy） \| 39°44′49″N 73°53′30″E / 39.74686°N 73.89173°E \| 3306m \| 吉爾吉斯 \| \| Tupik Pass（瑞典语：Pereval Tupik） \| 39°44′45″N 73°53′03″E / 39.74583°N 73.88416°E \| 3299m \| 吉爾吉斯 \| \| Vorota Pass（瑞典语：Pereval Vorota (bergspass i Kina)） \| 39°45′24″N 73°51′42″E / 39.75665°N 73.86167°E \| 3604m \| 吉爾吉斯 \| \| Il'tyk Pass（瑞典语：Pereval Il'tyk） \| 39°45′53″N 73°50′20″E / 39.7647°N 73.8388°E \| 3836m \| 吉爾吉斯 \| \| Kara-Bel' Pass（瑞典语：Pereval Kara-Bel' (bergspass i Kina)） \| 39°51′55″N 73°53′43″E / 39.8652°N 73.89535°E \| 3863m \| 吉爾吉斯 \| \| Ityk Pass（瑞典语：Pereval Ityk） \| 39°54′41″N 73°54′38″E / 39.9114°N 73.91068°E \| 4133m \| 吉爾吉斯 \| \| Dungurama Pass（瑞典语：Pereval Dungurama） \| 40°00′51″N 73°58′00″E / 40.01417°N 73.96673°E \| 4067m \| 吉爾吉斯 \| \| Karachalsu Pass（瑞典语：Pereval Karachalsu） \| 40°02′41″N 73°58′43″E / 40.04483°N 73.97866°E \| 4201m \| 吉爾吉斯 \| \| Muzbel' Pass（瑞典语：Pereval Muzbel' (bergspass i Kina)） \| 40°05′03″N 74°01′08″E / 40.08405°N 74.01892°E \| 4507m \| 吉爾吉斯 \| \| Achiktash Pass（瑞典语：Pereval Achiktash） \| 40°04′51″N 74°03′57″E / 40.0807°N 74.0658°E \| 4191m \| 吉爾吉斯 \| \| Kyz-Dar Pass（瑞典语：Pereval Kyz-Dar） \| 40°06′23″N 74°07′08″E / 40.10652°N 74.11892°E \| 4246m \| 吉爾吉斯 \| \| Kurumdu Pass（瑞典语：Pereval Kurumdu） \| 40°06′37″N 74°07′43″E / 40.11038°N 74.1286°E \| 4369m \| 吉爾吉斯 \| \| Tart-Kul' Pass（瑞典语：Pereval Tart-Kul'） \| 40°06′48″N 74°16′11″E / 40.1134°N 74.2698°E \| 3786m \| 吉爾吉斯 \| \| Shuralu-Davan Pass（瑞典语：Pereval Shuralu-Davan） \| 40°16′09″N 74°34′55″E / 40.26928°N 74.58181°E \| 3875m \| 吉爾吉斯 \| \| Tata Pass（瑞典语：Pereval Tata） \| 40°08′09″N 74°24′58″E / 40.1359°N 74.4161°E \| 4036m \| 吉爾吉斯 \| \| Sulyuktur Pass（瑞典语：Pereval Sulyuktur） \| 40°05′23″N 74°05′41″E / 40.08974°N 74.09467°E \| 4086m \| 吉爾吉斯 \| \| Talgyy Pass（瑞典语：Pereval Talgyy） \| 40°13′11″N 74°32′12″E / 40.21973°N 74.5368°E \| 3672m \| 吉爾吉斯 \| \| Kalmak-Ashu Pass（瑞典语：Pereval Kalmak-Ashu (bergspass i Kina)） \| 40°16′53″N 74°36′59″E / 40.28128°N 74.61626°E \| 3581m \| 吉爾吉斯 \| \| Tuz-Ashu Pass（瑞典语：Pereval Tuz-Ashu (bergspass i Kina)） \| 40°16′21″N 74°39′09″E / 40.27238°N 74.6524°E \| 3625m \| 吉爾吉斯 \| \| Dzhetimashu Pass（瑞典语：Pereval Dzhetimashu） \| 40°25′15″N 74°48′54″E / 40.42097°N 74.81503°E \| 3838m \| 吉爾吉斯 \| \| 苏约克山口 \| 40°28′04″N 74°48′51″E / 40.46778°N 74.81406°E \| 3945m \| 吉爾吉斯 \| \| 吐尔尕特山口 \| 40°33′06″N 75°23′38″E / 40.5517°N 75.3939°E \| 3752m \| 吉爾吉斯 \| \| Uselek Pass（瑞典语：Pereval Uselek） \| 40°38′01″N 75°31′15″E / 40.63374°N 75.5207°E \| 3638m \| 吉爾吉斯 \| \| Chokolay Pass（瑞典语：Pereval Chokolay） \| 40°35′59″N 75°37′20″E / 40.59985°N 75.62223°E \| 3841m \| 吉爾吉斯 \| \| Saryiymek Pass（瑞典语：Pereval Saryiymek） \| 40°28′14″N 75°43′20″E / 40.47055°N 75.72222°E \| 3820m \| 吉爾吉斯 \| \| Ortosu Pass（瑞典语：Pereval Ortosu） \| 40°19′34″N 75°49′14″E / 40.3261°N 75.82059°E \| 3903m \| 吉爾吉斯 \| \| Terekty Pass（瑞典语：Pereval Terekty） \| 40°18′35″N 75°51′18″E / 40.30978°N 75.85505°E \| 3908m \| 吉爾吉斯 \| \| Kurpe-Bel' Pass（瑞典语：Pereval Kurpe-Bel'） \| 40°22′34″N 75°57′57″E / 40.37611°N 75.96578°E \| 3667m \| 吉爾吉斯 \| \| Buzaygyr Pass（瑞典语：Pereval Buzaygyr） \| 40°21′59″N 76°00′09″E / 40.36648°N 76.00256°E \| 3783m \| 吉爾吉斯 \| \| Khodzhent Pass（瑞典语：Pereval Khodzhent） \| 40°24′39″N 76°16′55″E / 40.41093°N 76.282°E \| 3955m \| 吉爾吉斯 \| \| Yerteke Pass（瑞典语：Pereval Yerteke） \| 40°20′46″N 76°19′52″E / 40.34612°N 76.33113°E \| 3780m \| 吉爾吉斯 \| \| Tuyukkhodzhent Pass（瑞典语：Pereval Tuyukkhodzhent） \| 40°22′55″N 76°22′10″E / 40.38185°N 76.36949°E \| 3780m \| 吉爾吉斯 \| \| Kurumduk Pass（瑞典语：Pereval Kurumduk） \| 40°24′43″N 76°27′33″E / 40.41196°N 76.45904°E \| 3822m \| 吉爾吉斯 \| \| Karabel' Pervyy Pass（瑞典语：Pereval Karabel' Pervyy） \| 40°25′45″N 76°30′11″E / 40.42914°N 76.50312°E \| 4091m \| 吉爾吉斯 \| \| Karabel' Vtoroy Pass（瑞典语：Pereval Karabel' Vtoroy） \| 40°28′41″N 76°32′13″E / 40.47805°N 76.53704°E \| 4083m \| 吉爾吉斯 \| \| Aksaybel' Pass（瑞典语：Pereval Aksaybel'） \| 40°33′40″N 76°34′11″E / 40.56114°N 76.56965°E \| 4186m \| 吉爾吉斯 \| \| Tuyukbel' Pass（瑞典语：Pereval Tuyukbel'） \| 40°38′30″N 76°38′59″E / 40.64156°N 76.6497°E \| 4091m \| 吉爾吉斯 \| \| 别迭里山口 \| 41°24′41″N 78°24′47″E / 41.4114°N 78.4131°E \| 4284m \| 吉爾吉斯 \| \| Chonteren Pass（瑞典语：Pereval Chonteren） \| 42°02′58″N 80°12′39″E / 42.04934°N 80.21078°E \| 5331m \| 吉爾吉斯 \| \| Bysokiy Pass（瑞典语：Pereval Bysokiy） \| 42°04′13″N 80°12′36″E / 42.07022°N 80.21003°E \| 5435m \| 吉爾吉斯 \| \| 阿拉山口市 \| 45°12′N 82°36′E / 45.2°N 82.6°E \| 291m \| 哈薩克 \| |                                                  |        |          |
| 名称 | 坐标                                             | 海拔   | 邻国     |
| 喀喇昆仑山口 | 35°30′48″N 77°49′23″E / 35.513333°N 77.823056°E  | 5540m  | 印度     |
| 图尔吉斯坦拉山口 | 35°39′24″N 76°51′38″E / 35.656667°N 76.860556°E  |        | 印度     |
| Windy Gap | 35°52′23″N 76°34′37″E / 35.87318°N 76.57692°E    | 6111m  | 巴基斯坦 |
| 木斯塔山口 | 35°50′24″N 76°15′00″E / 35.840000°N 76.250000°E  | 5422m  | 巴基斯坦 |
| Sarpo Laggo Pass | 35°49′24″N 76°09′45″E / 35.8234°N 76.16249°E     | 6013m  | 巴基斯坦 |
| West Muztagh pass | 35°51′12″N 76°08′33″E / 35.8532°N 76.1424°E      |        | 巴基斯坦 |
| 红其拉甫口岸 | 36°51′00″N 75°25′40″E / 36.850000°N 75.427778°E  | 4693m  | 巴基斯坦 |
| Parpik Pass | 36°57′N 75°21′E / 36.95°N 75.35°E                | 5467m  | 巴基斯坦 |
| Mutsjliga Pass | 36°58′25″N 75°17′50″E / 36.97374°N 75.2973°E     | 5314m  | 巴基斯坦 |
| 明铁盖达坂 | 37°00′14″N 74°51′04″E / 37.0039°N 74.8511°E      | 4709m  | 巴基斯坦 |
| 基里克达坂 | 37°04′45″N 74°40′20″E / 37.0792°N 74.6722°E      | 4827m  | 巴基斯坦 |
| 瓦根基达坂 | 37°05′53″N 74°29′05″E / 37.098°N 74.4848°E       | 4837 m | 阿富汗   |
| Kara Jilga Pass | 37°15′16″N 74°36′53″E / 37.2545°N 74.6147°E      | 5386m  | 阿富汗   |
| 麦曼约里达坂 | 37°17′02″N 74°43′58″E / 37.28395°N 74.7328°E     | 4937m  | 阿富汗   |
| 托克满苏达坂 | 37°13′25″N 74°52′28″E / 37.2236°N 74.8744°E      | 5427m  | 阿富汗   |
| 克克敖吊克达坂 别伊克山口 排依克山口 | 37°18′N 75°00′E / 37.3°N 75.0°E                  | 4742m  | 塔吉克   |
| 纳兹塔什山口 奈扎塔什山隘 | 37°35′22″N 74°56′10″E / 37.58944°N 74.93611°E    | 4476m  | 塔吉克   |
| Agachak Pass | 37°49′16″N 74°56′42″E / 37.82115°N 74.94492°E    | 5127m  | 塔吉克   |
| 卡拉苏口岸 阔勒买口岸 | 38°08′59″N 74°48′14″E / 38.1498°N 74.8038°E      | 4362m  | 塔吉克   |
| Saritosh Pass | 38°16′37″N 74°48′04″E / 38.27694°N 74.80111°E    | 4538m  | 塔吉克   |
| Qaratokhterak Pass | 38°25′42″N 74°52′02″E / 38.42833°N 74.86722°E    | 4877m  | 塔吉克   |
| Aromiti Pass | 38°37′42″N 74°29′05″E / 38.62833°N 74.48472°E    | 4703m  | 塔吉克   |
| Budabel Pass | 38°34′32″N 74°04′20″E / 38.57556°N 74.07222°E    | 4251m  | 塔吉克   |
| Kiyaz-Ashu | 38°32′00″N 74°00′00″E / 38.53333°N 74.0°E        | 4479m  | 塔吉克   |
| 乌孜别里山口 | 38°39′14″N 73°48′09″E / 38.653806°N 73.8023917°E | 5540m  | 塔吉克   |
| Qarazoq Pass | 38°51′00″N 73°42′43″E / 38.85°N 73.71194°E       | 5217m  | 塔吉克   |
| Uch-Bel Pass | 37°49′16″N 74°56′42″E / 37.82115°N 74.94492°E    | 5127m  | 塔吉克   |
| Togochar Pass | 39°33′52″N 73°54′52″E / 39.56447°N 73.91435°E    | 4361m  | 吉爾吉斯 |
| Karachaychaty Pass | 39°35′40″N 73°55′27″E / 39.59439°N 73.92407°E    | 4284m  | 吉爾吉斯 |
| 斯姆哈纳 伊尔克什坦口岸 | 39°43′02″N 73°58′25″E / 39.7172°N 73.9735°E      | 3005m  | 吉爾吉斯 |
| Kashetek Pass | 39°43′42″N 73°54′52″E / 39.72847°N 73.91437°E    | 3120m  | 吉爾吉斯 |
| Bezymyannyy Pass | 39°44′49″N 73°53′30″E / 39.74686°N 73.89173°E    | 3306m  | 吉爾吉斯 |
| Tupik Pass | 39°44′45″N 73°53′03″E / 39.74583°N 73.88416°E    | 3299m  | 吉爾吉斯 |
| Vorota Pass | 39°45′24″N 73°51′42″E / 39.75665°N 73.86167°E    | 3604m  | 吉爾吉斯 |
| Il'tyk Pass | 39°45′53″N 73°50′20″E / 39.7647°N 73.8388°E      | 3836m  | 吉爾吉斯 |
| Kara-Bel' Pass | 39°51′55″N 73°53′43″E / 39.8652°N 73.89535°E     | 3863m  | 吉爾吉斯 |
| Ityk Pass | 39°54′41″N 73°54′38″E / 39.9114°N 73.91068°E     | 4133m  | 吉爾吉斯 |
| Dungurama Pass | 40°00′51″N 73°58′00″E / 40.01417°N 73.96673°E    | 4067m  | 吉爾吉斯 |
| Karachalsu Pass | 40°02′41″N 73°58′43″E / 40.04483°N 73.97866°E    | 4201m  | 吉爾吉斯 |
| Muzbel' Pass | 40°05′03″N 74°01′08″E / 40.08405°N 74.01892°E    | 4507m  | 吉爾吉斯 |
| Achiktash Pass | 40°04′51″N 74°03′57″E / 40.0807°N 74.0658°E      | 4191m  | 吉爾吉斯 |
| Kyz-Dar Pass | 40°06′23″N 74°07′08″E / 40.10652°N 74.11892°E    | 4246m  | 吉爾吉斯 |
| Kurumdu Pass | 40°06′37″N 74°07′43″E / 40.11038°N 74.1286°E     | 4369m  | 吉爾吉斯 |
| Tart-Kul' Pass | 40°06′48″N 74°16′11″E / 40.1134°N 74.2698°E      | 3786m  | 吉爾吉斯 |
| Shuralu-Davan Pass | 40°16′09″N 74°34′55″E / 40.26928°N 74.58181°E    | 3875m  | 吉爾吉斯 |
| Tata Pass | 40°08′09″N 74°24′58″E / 40.1359°N 74.4161°E      | 4036m  | 吉爾吉斯 |
| Sulyuktur Pass | 40°05′23″N 74°05′41″E / 40.08974°N 74.09467°E    | 4086m  | 吉爾吉斯 |
| Talgyy Pass | 40°13′11″N 74°32′12″E / 40.21973°N 74.5368°E     | 3672m  | 吉爾吉斯 |
| Kalmak-Ashu Pass | 40°16′53″N 74°36′59″E / 40.28128°N 74.61626°E    | 3581m  | 吉爾吉斯 |
| Tuz-Ashu Pass | 40°16′21″N 74°39′09″E / 40.27238°N 74.6524°E     | 3625m  | 吉爾吉斯 |
| Dzhetimashu Pass | 40°25′15″N 74°48′54″E / 40.42097°N 74.81503°E    | 3838m  | 吉爾吉斯 |
| 苏约克山口 | 40°28′04″N 74°48′51″E / 40.46778°N 74.81406°E    | 3945m  | 吉爾吉斯 |
| 吐尔尕特山口 | 40°33′06″N 75°23′38″E / 40.5517°N 75.3939°E      | 3752m  | 吉爾吉斯 |
| Uselek Pass | 40°38′01″N 75°31′15″E / 40.63374°N 75.5207°E     | 3638m  | 吉爾吉斯 |
| Chokolay Pass | 40°35′59″N 75°37′20″E / 40.59985°N 75.62223°E    | 3841m  | 吉爾吉斯 |
| Saryiymek Pass | 40°28′14″N 75°43′20″E / 40.47055°N 75.72222°E    | 3820m  | 吉爾吉斯 |
| Ortosu Pass | 40°19′34″N 75°49′14″E / 40.3261°N 75.82059°E     | 3903m  | 吉爾吉斯 |
| Terekty Pass | 40°18′35″N 75°51′18″E / 40.30978°N 75.85505°E    | 3908m  | 吉爾吉斯 |
| Kurpe-Bel' Pass | 40°22′34″N 75°57′57″E / 40.37611°N 75.96578°E    | 3667m  | 吉爾吉斯 |
| Buzaygyr Pass | 40°21′59″N 76°00′09″E / 40.36648°N 76.00256°E    | 3783m  | 吉爾吉斯 |
| Khodzhent Pass | 40°24′39″N 76°16′55″E / 40.41093°N 76.282°E      | 3955m  | 吉爾吉斯 |
| Yerteke Pass | 40°20′46″N 76°19′52″E / 40.34612°N 76.33113°E    | 3780m  | 吉爾吉斯 |
| Tuyukkhodzhent Pass | 40°22′55″N 76°22′10″E / 40.38185°N 76.36949°E    | 3780m  | 吉爾吉斯 |
| Kurumduk Pass | 40°24′43″N 76°27′33″E / 40.41196°N 76.45904°E    | 3822m  | 吉爾吉斯 |
| Karabel' Pervyy Pass | 40°25′45″N 76°30′11″E / 40.42914°N 76.50312°E    | 4091m  | 吉爾吉斯 |
| Karabel' Vtoroy Pass | 40°28′41″N 76°32′13″E / 40.47805°N 76.53704°E    | 4083m  | 吉爾吉斯 |
| Aksaybel' Pass | 40°33′40″N 76°34′11″E / 40.56114°N 76.56965°E    | 4186m  | 吉爾吉斯 |
| Tuyukbel' Pass | 40°38′30″N 76°38′59″E / 40.64156°N 76.6497°E     | 4091m  | 吉爾吉斯 |
| 别迭里山口 | 41°24′41″N 78°24′47″E / 41.4114°N 78.4131°E      | 4284m  | 吉爾吉斯 |
| Chonteren Pass | 42°02′58″N 80°12′39″E / 42.04934°N 80.21078°E    | 5331m  | 吉爾吉斯 |
| Bysokiy Pass | 42°04′13″N 80°12′36″E / 42.07022°N 80.21003°E    | 5435m  | 吉爾吉斯 |
| 阿拉山口市 | 45°12′N 82°36′E / 45.2°N 82.6°E                  | 291m   | 哈薩克   |

### 四至
| 方位 | 地点                               | 坐标                                          |
| ---- | ---------------------------------- | --------------------------------------------- |
| 北   | 伊犁哈萨克自治州阿勒泰地区布尔津县 | 49°10′48″N 87°46′51″E / 49.17992°N 87.78097°E |
| 东   | 哈密市伊州区                       | 42°43′29″N 96°23′15″E / 42.72470°N 96.38760°E |
| 南   | 和田地区和田县                     | 34°20′05″N 79°02′12″E / 34.33485°N 79.03668°E |
| 西   | 克孜勒苏柯尔克孜自治州阿克陶县     | 39°22′54″N 73°29′59″E / 39.38174°N 73.49974°E |

## 主要城市

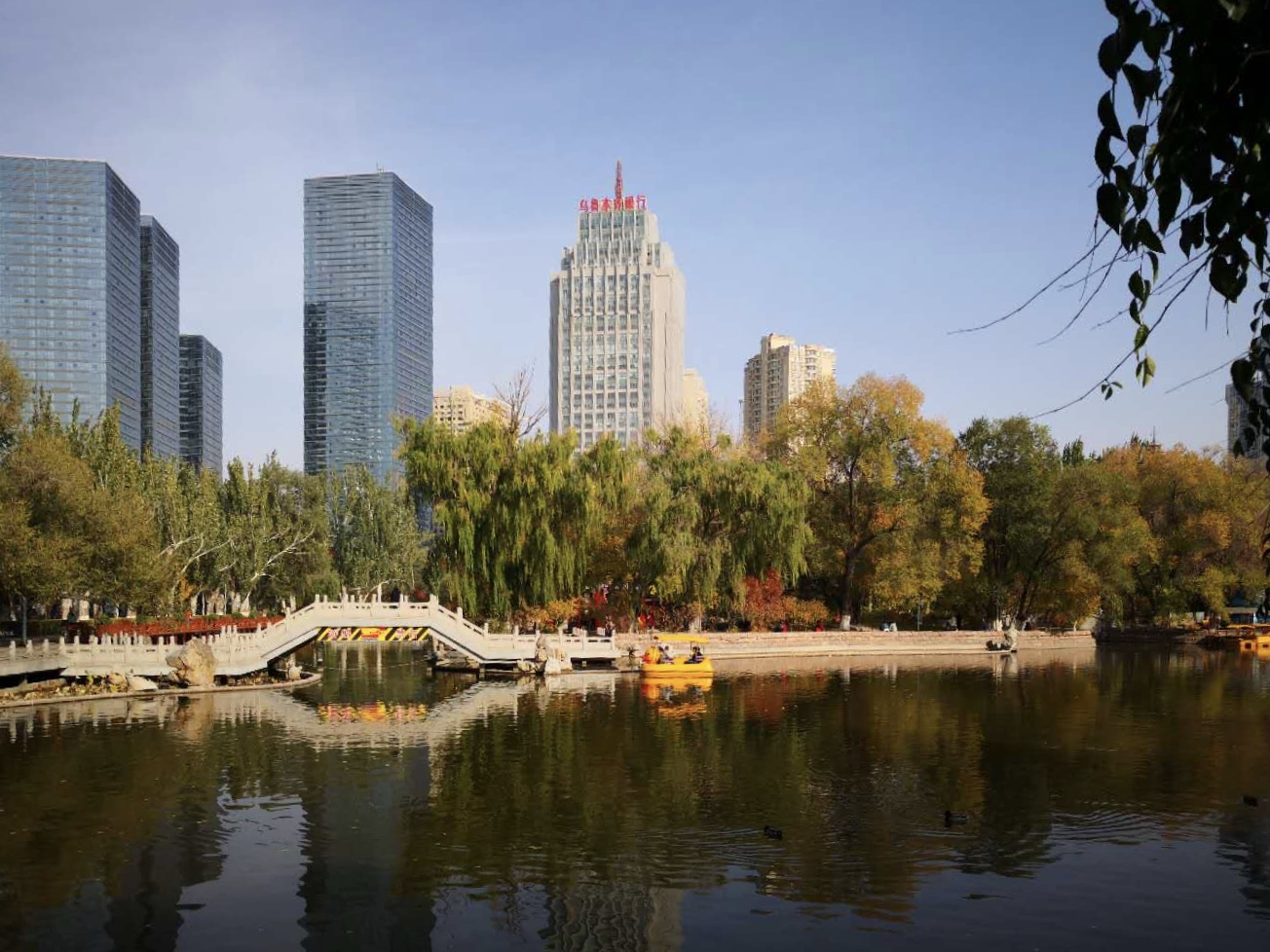
乌鲁木齐人民公园

- 乌鲁木齐
- 昌吉市
- 吐鲁番市
- 喀什市
- 克拉玛依市
- 伊宁市
- 石河子市
- 和田市
- 哈密市
- 库尔勒市
- 阿克苏市
- 塔城市
- 阿勒泰市
- 阿图什市
- 奎屯市
- 博乐市
- 莎车县

## 行政区划
全区现辖4个地级市、5个自治州、5个地区（塔城地区、阿勒泰地区由伊犁哈萨克自治州管辖），下设13个市辖区、29个县级市（其中12个县级市由自治区直辖，与新疆生产建设兵团实行师市合一管理体制）、62个县、6个自治县。喀喇昆仑走廊由喀什地区管辖、阿克赛钦大部份由和田地区管辖。
- 地级市：乌鲁木齐市、克拉玛依市、吐鲁番市、哈密市
- 自治州：昌吉回族自治州、博尔塔拉蒙古自治州、巴音郭楞蒙古自治州、克孜勒苏柯尔克孜自治州、伊犁哈萨克自治州
- 地区：阿克苏地区、喀什地区、和田地区、塔城地区、阿勒泰地区
- 自治区直辖县级行政区：石河子市、阿拉尔市、图木舒克市、五家渠市、北屯市、铁门关市、双河市、可克达拉市、昆玉市、胡杨河市、新星市、白杨市

| 新疆维吾尔自治区行政区划图 | 新疆维吾尔自治区行政区划图                              | 新疆维吾尔自治区行政区划图                                                                            | 新疆维吾尔自治区行政区划图 | 新疆维吾尔自治区行政区划图 | 新疆维吾尔自治区行政区划图 | 新疆维吾尔自治区行政区划图 | 新疆维吾尔自治区行政区划图 | 新疆维吾尔自治区行政区划图 | 新疆维吾尔自治区行政区划图 | 新疆维吾尔自治区行政区划图 |
| --- | ------------------------------------------------------- | --- | -------------------------- | -------------------------- | -------------------------- | -------------------------- | -------------------------- | -------------------------- | -------------------------- | -------------------------- |
| 乌鲁木齐市 克 拉 玛 依 市 吐鲁番市 哈密市 昌吉回族 · 自治州 ︵ 属昌吉州 ︶ ↘ 博尔塔拉 · 蒙古自治州 巴音郭楞蒙古自治州 阿克苏地区 克孜勒苏柯尔克孜 · 自治州 喀什地区 和田地区 伊犁哈萨克 · 自治州 塔城地区 阿勒泰地区 ① ② ③ ④ ⑤ ⑥ ⑦ ⑧ ⑨ ⑩ ⑪ ⑫ ① 石河子市 ② 阿拉尔市 ③ 图木舒克市 ④ 五家渠市 ⑤ 北屯市 ⑥ 铁门关市 ⑦ 双河市 ⑧ 可克达拉市 ⑨ 昆玉市 ⑩ 胡杨河市 ⑪ 新星市 ⑫ 白杨市 █ 自治区直辖县级行政区 █ 伊犁哈萨克自治州 █ 主权争议地区 |                                                         | |                            |                            |                            |                            |                            |                            |                            |                            |
| 区划代码 | 区划名称 维吾尔文                                       | 汉语拼音 拉丁维文 拉丁转写                                                                            | 面积 （平方公里）          | 常住人口 （2020年普查）    | 政府驻地                   | 县级行政区划               | 县级行政区划               | 县级行政区划               | 县级行政区划               | 边境管理区 范围            |
| 区划代码 | 区划名称 维吾尔文                                       | 汉语拼音 拉丁维文 拉丁转写                                                                            | 面积 （平方公里）          | 常住人口 （2020年普查）    | 政府驻地                   | 市辖区                     | 县级市                     | 县                         | 自治县                     | 边境管理区 范围            |
| 650000 | 新疆维吾尔自治区 شىنجاڭ ئۇيغۇر ئاپتونوم رايونى          | Xīnjiāng Wéiwú'ěr Zìzhìqū Shinjang Uyghur Aptonom Rayoni Xinjang Uyĝur Aptonom Rayoni                 | 1,631,585.11               | 25,852,345                 | 乌鲁木齐市                 | 13                         | 28                         | 60                         | 6                          | 境内部分地区               |
| — 地级市 — |                                                         | |                            |                            |                            |                            |                            |                            |                            |                            |
| 650100 | 乌鲁木齐市 ئۈرۈمچى شەھىرى                               | Wūlǔmùqí Shì Ürümchi Shehiri Ürümqi Xäĥiri                                                            | 13,783.10                  | 4,054,369                  | 水磨沟区                   | 7                          |                            | 1                          |                            | 无                         |
| 650200 | 克拉玛依市 قاراماي شەھىرى                               | Kèlāmǎyī Shì Qaramay Shehiri K̂aramay Xäĥiri                                                           | 7,733.91                   | 490,348                    | 克拉玛依区                 | 4                          |                            |                            |                            | 无                         |
| 650400 | 吐鲁番市 تۇرپان شەھىرى                                  | Tǔlǔfān Shì Turpan Shehiri Turpan Xäĥiri                                                              | 69,759.31                  | 693,988                    | 高昌区                     | 1                          |                            | 2                          |                            | 无                         |
| 650500 | 哈密市 قۇمۇل شەھىرى                                     | Hāmì Shì Qumul Shehiri K̂umul Xäĥiri                                                                   | 137,222.30                 | 673,383                    | 伊州区                     | 1                          |                            | 1                          | 1                          | 全境                       |
| — 自治州 — |                                                         | |                            |                            |                            |                            |                            |                            |                            |                            |
| 652300 | 昌吉回族自治州 سانجى خۇيزۇ ئاپتونوم ئوبلاستى            | Chāngjí Huízú Zìzhìzhōu Sanji Xuyzu Aptonom Oblasti Sanji Huyzu Aptonom Oblasti                       | 73,484.64                  | 1,613,585                  | 昌吉市                     |                            | 2                          | 4                          | 1                          | 境内部分地区               |
| 652700 | 博尔塔拉蒙古自治州 بۆرتالا موڭغۇل ئاپتونوم ئوبلاستى     | Bó'ěrtǎlā Měnggǔ Zìzhìzhōu Börtala Mongghul Aptonom Oblasti Börtala Mongĝul Aptonom Oblasti           | 24,862.88                  | 433,467                    | 博乐市                     |                            | 2                          | 2                          |                            | 境内部分地区               |
| 652800 | 巴音郭楞蒙古自治州 بايىنغولىن موڭغۇل ئاپتونوم ئوبلاستى  | Bāyīnguōlèng Měnggǔ Zìzhìzhōu Bayingholin Mongghul Aptonom Oblasti Bayinĝolin Mongĝul Aptonom Oblasti | 471,480.28                 | 1,509,233                  | 库尔勒市                   |                            | 1                          | 7                          | 1                          | 无                         |
| 653000 | 克孜勒苏柯尔克孜自治州 قىزىلسۇ قىرغىز ئاپتونوم ئوبلاستى | Kèzīlèsū Kē'ěrkèzī Zìzhìzhōu Qizilsu Qirghiz Aptonom Oblasti K̂izilsu K̂irĝiz Aptonom Oblasti           | 69,845.80                  | 622,222                    | 阿图什市                   |                            | 1                          | 3                          |                            | 全境                       |
| 654000 | 伊犁哈萨克自治州 ئىلى قازاق ئاپتونوم ئوبلاستى           | Yīlí Hāsàkè Zìzhìzhōu Ili Qazaq Aptonom Oblasti Ili K̂azak̂ Aptonom Oblasti                             | 56,522.92                  | 2,778,869                  | 伊宁市                     |                            | 3                          | 7                          | 1                          | 境内部分地区               |
| — 地区 — |                                                         | |                            |                            |                            |                            |                            |                            |                            |                            |
| 652900 | 阿克苏地区 ئاقسۇ ۋىلايىتى                               | Ākèsū Dìqū Aqsu Wilayiti Ak̂su Vilayiti                                                                | 127,816.66                 | 2,714,422                  | 阿克苏市                   |                            | 2                          | 7                          |                            | 境内部分地区               |
| 653100 | 喀什地区 قەشقەر ۋىلايىتى                                | Kāshí Dìqū Qeshqer Wilayiti K̂äxk̂är Vilayiti                                                           | 111,398.39                 | 4,496,377                  | 喀什市                     |                            | 1                          | 10                         | 1                          | 境内部分地区               |
| 653200 | 和田地区 خوتەن ۋىلايىتى                                 | Hétián Dìqū Xoten Wilayiti Hotän Vilayiti                                                             | 248,059.54                 | 2,441,231                  | 和田市                     |                            | 1                          | 9                          |                            | 无                         |
| 654200 | 塔城地区 تارباغاتاي ۋىلايىتى                            | Tǎchéng Dìqū Tarbaghatay Wilayiti Tarbaĝatay Vilayiti                                                 | 94,868.65                  | 1,108,747                  | 塔城市                     |                            | 3                          | 3                          | 1                          | 境内部分地区               |
| 654300 | 阿勒泰地区 ئالتاي ۋىلايىتى                              | Ālètài Dìqū Altay Wilayiti Altay Vilayiti                                                             | 117,709.61                 | 648,173                    | 阿勒泰市                   |                            | 1                          | 6                          |                            | 全境                       |
| — 自治区直辖县级行政区 — （新疆生产建设兵团师市合一管理体制） |                                                         | |                            |                            |                            |                            |                            |                            |                            |                            |
| 659001 | 石河子市 شىخەنزە شەھىرى                                 | Shíhézǐ Shì Shixenze Shehiri Xihänzä Xäĥiri                                                           | 457.11                     | 498,587                    | 红山街道                   |                            | 1                          |                            |                            | 无                         |
| 659002 | 阿拉尔市 ئارال شەھىرى                                   | Ālā'ěr Shì Aral Shehiri Aral Xäĥiri                                                                   | 3,927.10                   | 328,241                    | 金银川路街道               |                            | 1                          |                            |                            | 无                         |
| 659003 | 图木舒克市 تۇمشۇق شەھىرى                                | Túmùshūkè Shì Tumshuq Shehiri Tumxuk̂ Xäĥiri                                                           | 1,914.12                   | 263,245                    | 锦绣街道                   |                            | 1                          |                            |                            | 无                         |
| 659004 | 五家渠市 ۋۇجياچۈ شەھىرى                                 | Wǔjiāqú Shì Wujyachü Shehiri Vujyaqü Xäĥiri                                                           | 740.14                     | 141,065                    | 人民路街道                 |                            | 1                          |                            |                            | 无                         |
| 659005 | 北屯市 بەيتۈن شەھىرى                                    | Běitún Shì Beatün Shehiri Bäatün Xäĥiri                                                               | 1,022.64                   | 20,414                     | 北屯镇                     |                            | 1                          |                            |                            | 无                         |
| 659006 | 铁门关市 باشئەگىم شەھىرى                                | Tiĕménguān Shì Bashegym Shehiri Baxägym Xäĥiri                                                        | 590.25                     | 104,746                    | 兴疆路                     |                            | 1                          |                            |                            | 无                         |
| 659007 | 双河市 قوشئۆگۈز شەھىرى                                  | Shuānghé Shì Qoshögüz Shehiri K̂oxögüz Xäĥiri                                                          | 742.18                     | 54,731                     | 红星二路                   |                            | 1                          |                            |                            | 无                         |
| 659008 | 可克达拉市 كۆكدالا شەھىرى                               | Kěkèdálā Shì Kökdala Shehiri Kökdala Xäĥiri                                                           | 995.30                     | 69,524                     | 幸福路                     |                            | 1                          |                            |                            | 无                         |
| 659009 | 昆玉市 قۇرۇمقاش شەھىرى                                  | Kūnyù Shì Qurumqash Shehiri Kurumkax Xäĥiri                                                           | 687.13                     | 63,487                     | 昆玉大道玉枣路             |                            | 1                          |                            |                            | 无                         |
| 659010 | 胡杨河市 خۇياڭخې شەھىرى                                 | Húyánghé Shì Xuyangxé Shehiri Huyanghê Xäĥiri                                                         | 677.94                     | 29,891                     | 光明东路                   |                            | 1                          |                            |                            | 无                         |
| 659011 | 新星市 يېڭى يۇلتۇز شەھىرى                               | Xīnxīng Shì Yengi Yultuz Shehiri Yengi Yultuz Xäĥiri                                                  | 539.00                     | 151,100                    | 兰新东路                   |                            | 1                          |                            |                            | 无                         |
| 659012 | 白杨市 بەيياڭ شەھىرى                                    | Báiyáng Shì Beyyang Shehiri Bäyyang Xäĥiri                                                            | 2034.45                    | 85,500                     | 光明路                     |                            | 1                          |                            |                            | 无                         |

## 人口
2022年末，全区常住人口2587万人。其中：城镇常住人口1498万人。城镇化率为57.89%，比上年末提高0.63个百分点。全年出生人口16.9万人，出生率6.53‰。
2020年11月1日，全區人口有25852345人，男性人口为13354380人，占51.66%；女性人口为12497965人，占48.34%。总人口性别比为106.85。全区常住人口中，汉族人口为10920098人，占42.24%；少数民族人口为14932247人，占57.76%，其中维吾尔族人口为11624257人，占总人口的44.96%，占少数民族人口的77.85%。

### 民族

2019年新疆各县级行政区人口最多的民族。紅色以漢族最多，浅红表示占比小于50%，大红大于75%，珊瑚红居中。蓝色以维吾尔族最多，淡蓝表示占比小于50%，深蓝大于75%，灰蓝居中。绿色以哈萨克族最多，淡绿表示占比小于50%，深绿大于75%，青绿居中。淡黄色的达坂城区以回族最多，占比小于50%。紫色的阿合奇县、乌恰县以柯尔克孜族最多，占比大于75%。橙色的塔什库尔干县以塔吉克族最多，占比大于75%

新疆歷史上一直是多民族交匯的地區，新疆民族衝突頻繁。最原始居民为說印欧语系伊朗语族和吐火罗语族的民族（后被定居下來的遊牧民族所同化），蒙古語系和突厥語系的遊牧民族後來在新疆居上。而漢族人口遷入古代新疆的時間則早至漢朝時期。而历史上新疆人口和民族比例的大范围改变时有发生，例如成吉思汗西征、清朝消滅噶尔丹（准噶尔部在雍正、乾隆年间多次起義，最终于1757年被乾隆消滅）時民族變動較大。清朝時最大型的新疆民族衝突是同治新疆回变的民族仇殺，1869年左宗棠在收复新疆觀察「漢回搆釁既深，（互相）見則必殺」，回变戰亂時各地漢回彼此姦淫婦女。中國抗日戰爭（1931-1945）期間，蘇聯藉機策劃伊宁事变，扶植傀儡政權“東突厥斯坦共和國”，在其控制區内“杀回灭汉”。
根據2019年的人口統計，新疆的人口組成如右表所示。维吾尔族在新疆西部和南部佔絕大多数，包括喀什地区、和田地区、克孜勒苏柯尔克孜自治州和阿克苏地区，以及新疆东部的吐鲁番市等地区。汉族在新疆东部、中部和北部占大多数，包括乌鲁木齐、克拉玛依、石河子3市和昌吉回族自治州、博尔塔拉蒙古自治州、巴音郭楞蒙古自治州、伊犁哈萨克自治州（特别是奎屯市）以及哈密市。哈萨克族多分佈在新疆北部，在伊犁哈萨克自治州等地較為集中。回族散居在新疆各地。蒙古族散居在新疆中部和北部。其他民族則多集中在新疆西部和北部邊境一帶。
| 新疆民族分佈（2015） 根据2015年底人口抽查统计 | 新疆民族分佈（2015） 根据2015年底人口抽查统计 | 新疆民族分佈（2015） 根据2015年底人口抽查统计 |
| 民族                                          | 人口數                                        | 百分比                                        |
| --------------------------------------------- | --------------------------------------------- | --------------------------------------------- |
| 維吾爾族                                      | 10,019,758                                    | 46.42%                                        |
| 漢族                                          | 8,416,867                                     | 38.99%                                        |
| 哈薩克族                                      | 1,514,814                                     | 7.02%                                         |
| 回族                                          | 980,359                                       | 4.54%                                         |
| 柯爾克孜族                                    | 189,309                                       | 0.88%                                         |
| 蒙古族 東鄉族 达斡尔族                        | 179,615                                       | 0.83%                                         |
| 塔吉克族                                      | 39,493                                        | 0.21%                                         |
| 錫伯族                                        | 42,790                                        | 0.20%                                         |
| 滿族                                          | 26,195                                        | 0.11%                                         |
| 土家族                                        | 15,787                                        | 0.086%                                        |
| 烏孜別克族                                    | 16,669                                        | 0.066%                                        |
| 俄羅斯族                                      | 11,672                                        | 0.048%                                        |
| 苗族                                          | 7,006                                         | 0.038%                                        |
| 藏族                                          | 6,153                                         | 0.033%                                        |
| 壯族                                          | 5,642                                         | 0.031%                                        |
| 塔塔爾族                                      | 4,883                                         | 0.024%                                        |
| 撒拉族                                        | 3,762                                         | 0.020%                                        |
| 其他                                          | 129,190                                       | 0.600%                                        |

| 2000 年新疆主要民族分地区统计                                                                                 | 2000 年新疆主要民族分地区统计 | 2000 年新疆主要民族分地区统计 | 2000 年新疆主要民族分地区统计 | 2000 年新疆主要民族分地区统计 |
| | 维吾尔族                      | 汉族                          | 哈萨克族                      | 其他                          |
| --- | ----------------------------- | ----------------------------- | ----------------------------- | ----------------------------- |
| 新疆维吾尔自治区                                                                                              | 45.2%                         | 41.6%                         | 5.7%                          | 7.5%                          |
| 乌鲁木齐市 | 12.8%                         | 75.3%                         | 2.3%                          | 9.6%                          |
| 克拉玛依市 | 13.8%                         | 78.1%                         | 3.7%                          | 4.5%                          |
| 吐鲁番市 | 70.0%                         | 23.3%                         | <0.1%                         | 6.6%                          |
| 哈密市 + 新星市                                                                                               | 18.4%                         | 68.9%                         | 8.8%                          | 3.9%                          |
| 昌吉回族自治州 + 五家渠市                                                                                     | 3.9%                          | 75.1%                         | 8.0%                          | 13.0%                         |
| 博尔塔拉蒙古自治州 + 双河市                                                                                   | 12.5%                         | 67.2%                         | 9.1%                          | 11.1%                         |
| 巴音郭楞蒙古自治州 + 铁门关市                                                                                 | 32.7%                         | 57.5%                         | <0.1%                         | 9.7%                          |
| 阿克苏地区 + 阿拉尔市                                                                                         | 71.9%                         | 26.6%                         | <0.1%                         | 1.4%                          |
| 克孜勒苏柯尔克孜自治州                                                                                        | 64.0%                         | 6.4%                          | <0.1%                         | 29.6%                         |
| 喀什地区 + 图木舒克市                                                                                         | 89.3%                         | 9.2%                          | <0.1%                         | 1.5%                          |
| 和田地区 + 昆玉市                                                                                             | 96.4%                         | 3.3%                          | <0.1%                         | 0.2%                          |
| 伊犁哈萨克自治州1                                                                                             | 16.1%                         | 44.4%                         | 25.6%                         | 13.9%                         |
| - 奎屯市 | 0.5%                          | 94.6%                         | 1.8%                          | 3.1%                          |
| - （原）伊犁地区 + 可克达拉市                                                                                 | 27.2%                         | 32.4%                         | 22.6%                         | 17.8%                         |
| - 塔城地区 + 胡杨河市                                                                                         | 4.1%                          | 58.6%                         | 24.2%                         | 13.1%                         |
| - 阿勒泰地区 + 北屯市                                                                                         | 1.8%                          | 40.9%                         | 51.4%                         | 5.9%                          |
| 石河子市 | 1.2%                          | 94.5%                         | 0.6%                          | 3.7%                          |
| 1 伊犁哈萨克自治州包括奎屯市、塔城地区、阿勒泰地区和伊犁地区。 伊犁地区已被撤销，辖区由伊犁哈萨克自治州直辖。 |                               |                               |                               |                               |

### 宗教
新疆宗教（2010）
新疆歷史上一直是多種宗教並存的多民族地區，曾經一度以佛教為主，并曾經同時流行薩滿教、拜火教（瑣羅亞斯德教）、摩尼教和景教（古代基督宗教的聂斯脱里派）。伊斯蘭教從十世纪因喀喇汗国征服傳入該地區以後，逐漸成為當地的主要宗教。十六世纪後傳入吐鲁番、哈密地區。天主教和基督新教在近代傳入新疆。
目前新疆的最大宗教為伊斯蘭教，另有部分人信仰佛教、道教、薩滿教、東正教、天主教或基督新教等教派。信仰伊斯蘭教遜尼派的，有回族、維吾爾族、哈萨克族、柯爾克孜族、塔塔爾族、烏孜別克族、東鄉族和撒拉族；信仰伊斯蘭教什葉派的，有塔吉克族和艾努人。現在新疆的佛教主要為藏傳佛教，信徒由當地的蒙古族、滿族、錫伯族、圖瓦人和一部分漢族組成。而新疆的漢傳佛教、道教、天主教和基督新教的信徒以漢族人為主。新疆的俄羅斯族信奉東正教。部分蒙古族還信奉薩滿教。

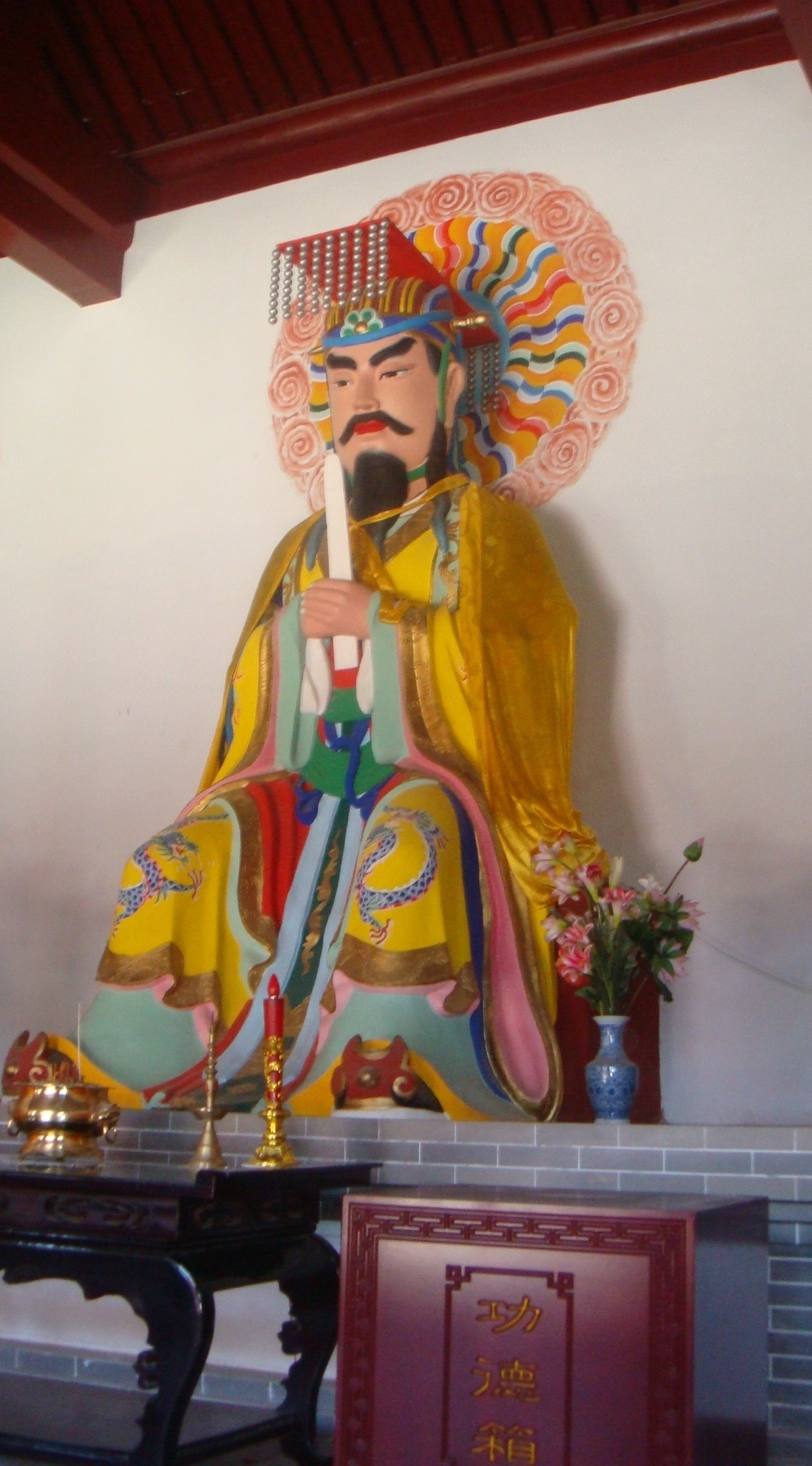
新疆昌吉市阜康福寿道观中的神像
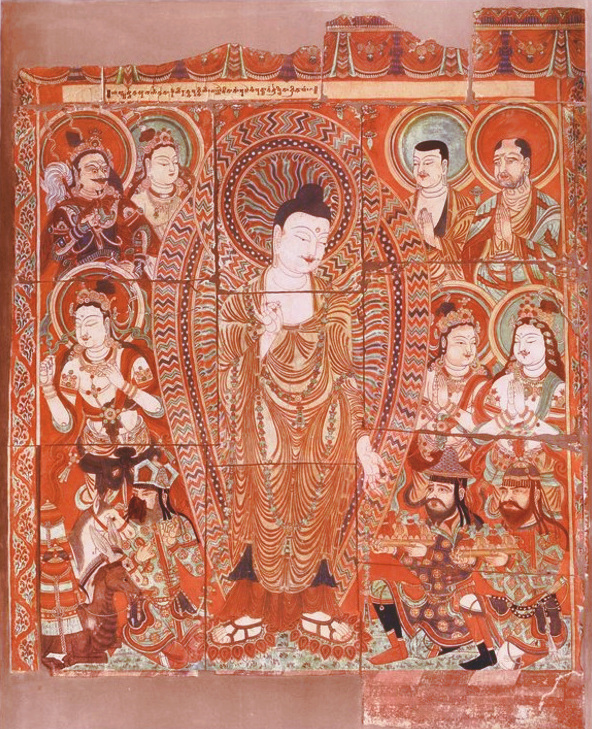
柏孜克里克千佛洞內的佛教壁畫
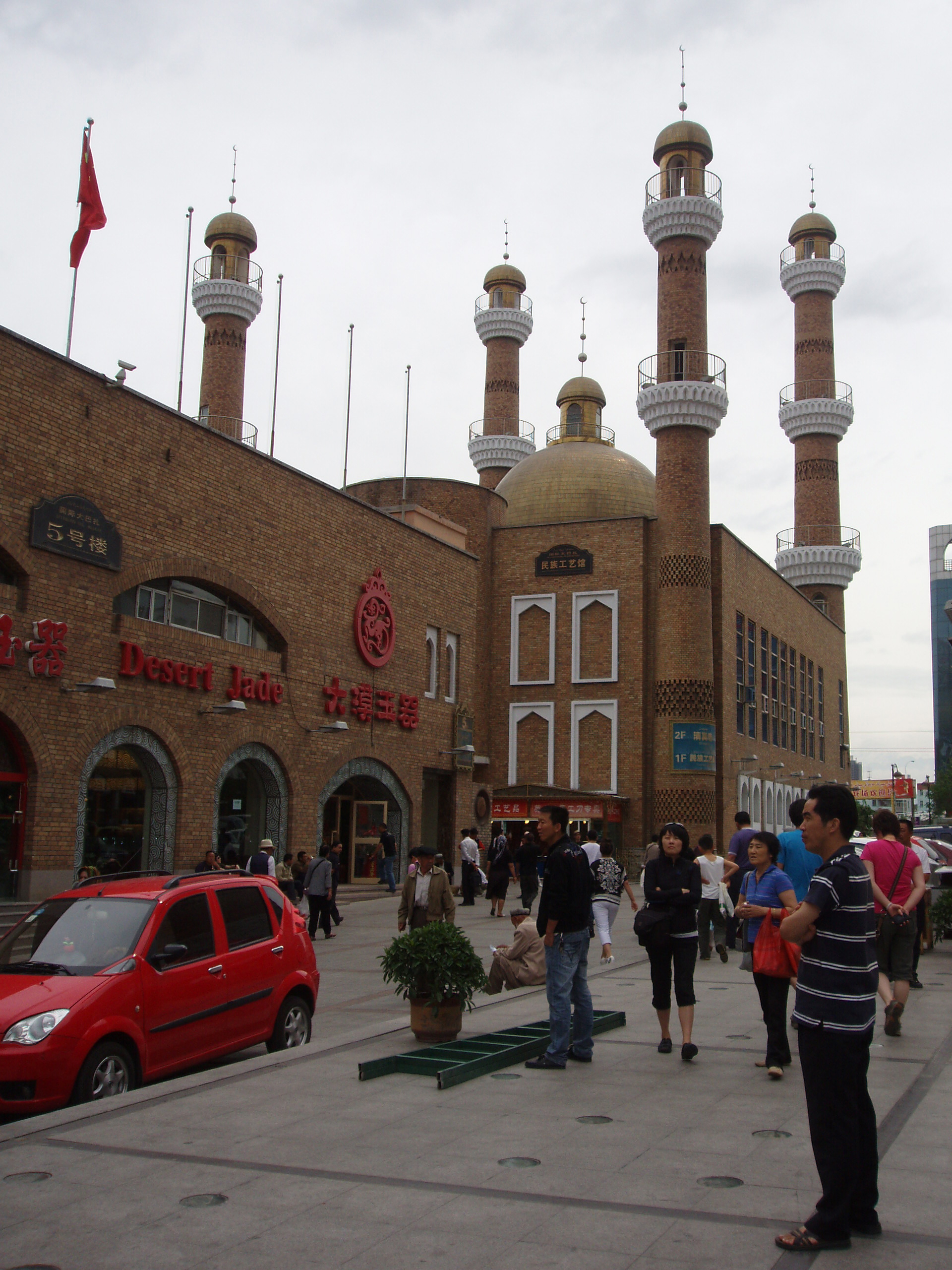
烏魯木齊新疆國際大巴扎附屬清真寺的宣禮塔

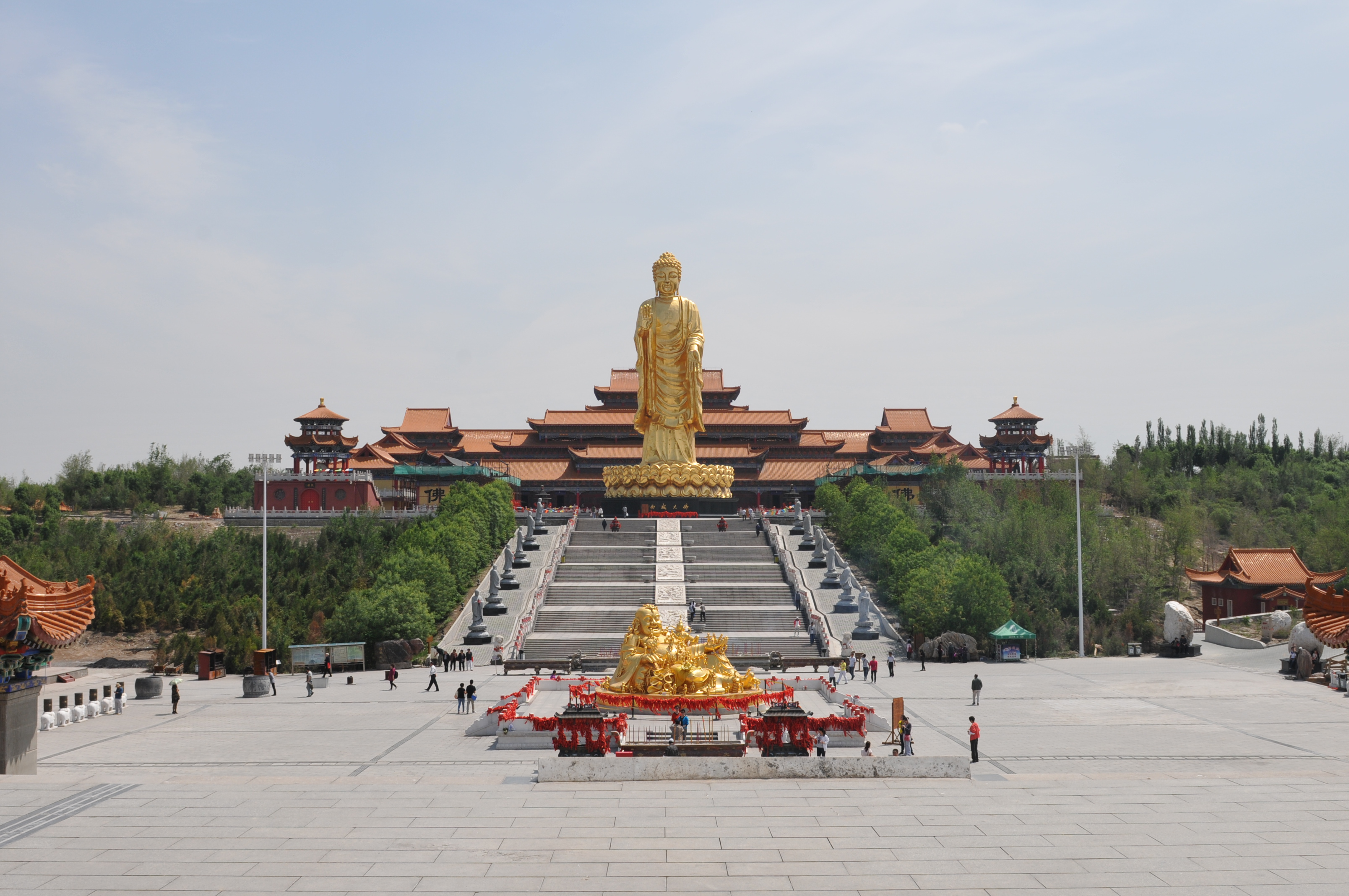
烏魯木齊紅光山大佛寺
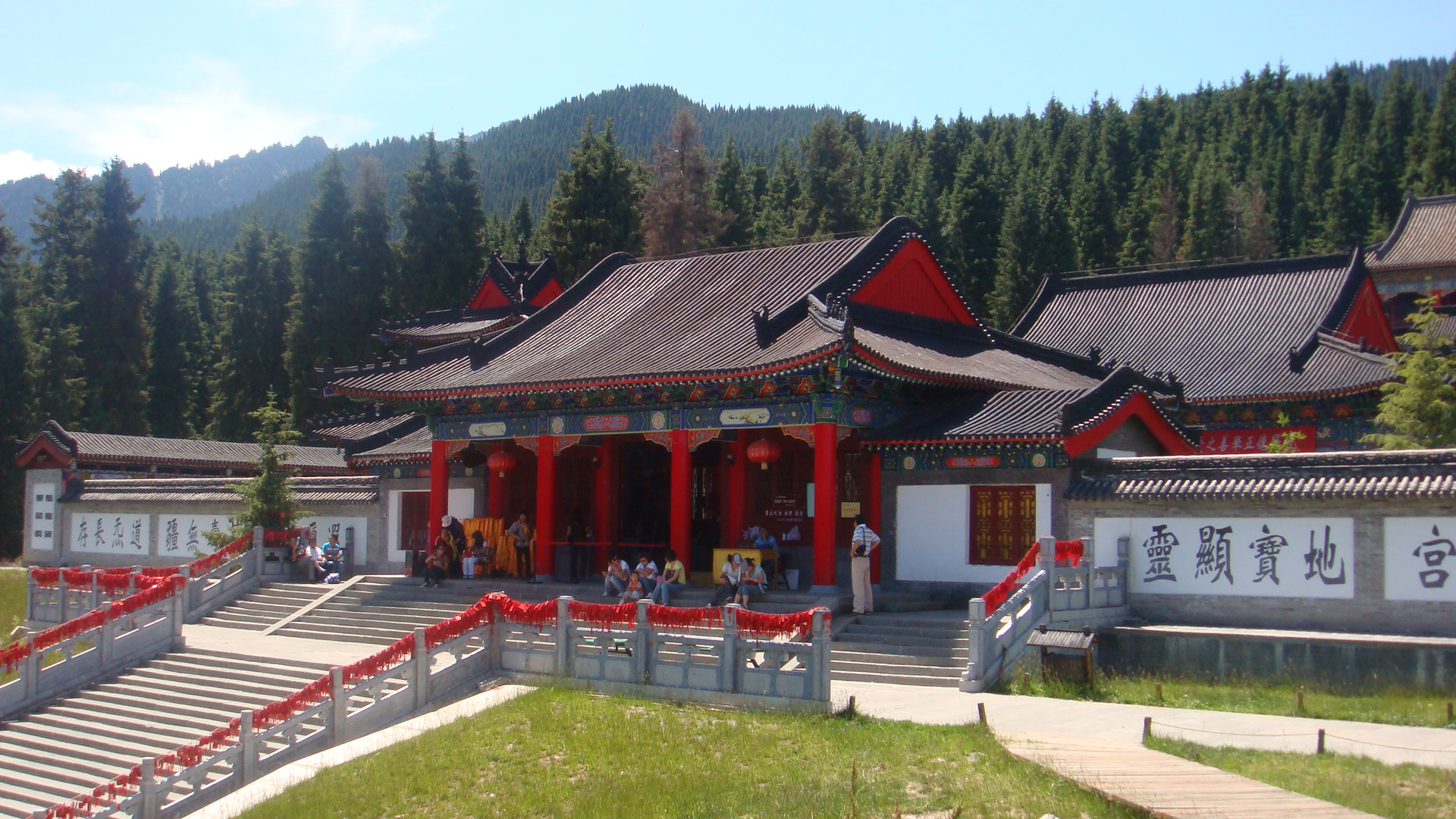
昌吉回族自治州的道教廟宇福壽觀
阿巴和加麻札
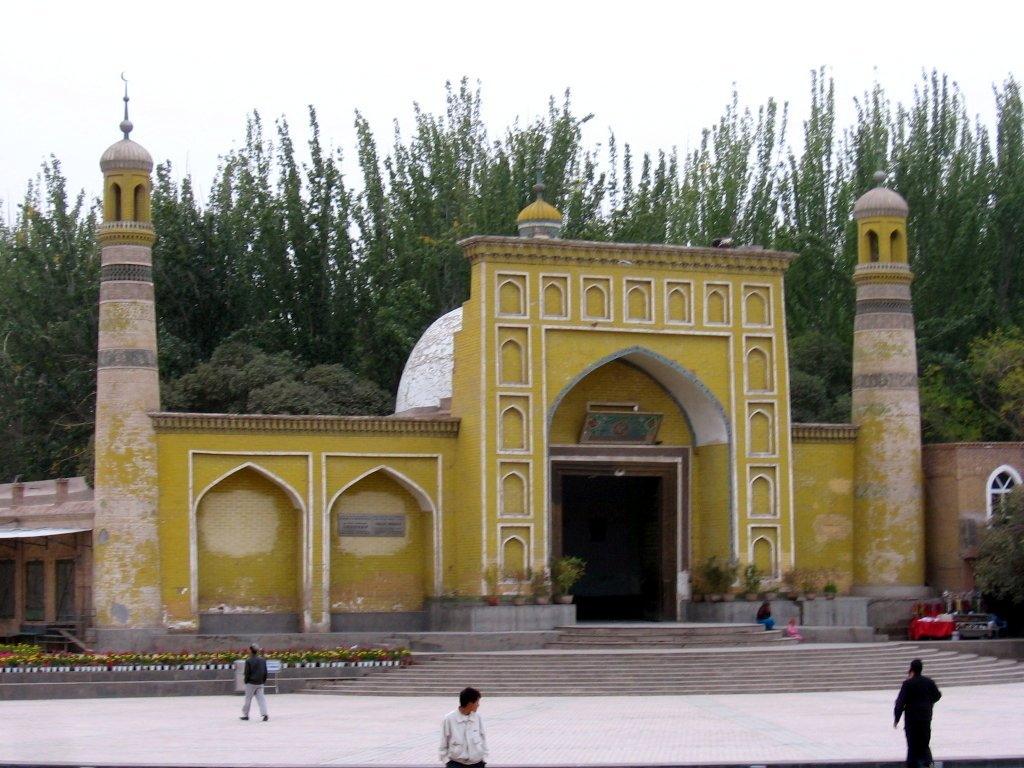
艾提尕爾清真寺

## 政治

### 主要领导人
| 机构     | · 中国共产党 · 新疆维吾尔自治区 · 委员会 | 新疆维吾尔自治区 人民代表大会 常务委员会 | 新疆维吾尔自治区 人民政府 | · 中国人民 · 政治协商会议 · 新疆维吾尔自治区 · 委员会 |
| 职务     | 书记                                     | 主任                                     | 主席                      | 主席                                                  |
| -------- | ---------------------------------------- | ---------------------------------------- | ------------------------- | ----------------------------------------------------- |
| 姓名     | 马兴瑞 （中央政治局委员）                | 祖木热提·吾布力（女）                    | 艾尔肯·吐尼亚孜           | 努尔兰·阿不都满金                                     |
| 民族     | 汉族                                     | 维吾尔族                                 | 维吾尔族                  | 哈萨克族                                              |
| 籍贯     | 山东省郓城县                             | 新疆喀什市                               | 新疆阿克苏市              | 新疆霍城县                                            |
| 出生日期 | 1959年10月（65歲）                       | 1965年5月（60歲）                        | 1961年12月（63歲）        | 1962年12月（62歲）                                    |
| 就任日期 | 2021年12月                               | 2023年1月                                | 2021年9月                 | 2013年1月                                             |

| 中共中央新疆分局书记 1. 王震（1949年—1950年） 中共中央新疆分局第一书记 1. 王震（1950年—1952年） 2. 王恩茂（1952年—1955年） | 新疆省人民政府主席 1. 包尔汉（1949年—1955年） |

| 中共新疆维吾尔自治区委员会第一书记 1. 王恩茂（1955年—1966年） | 新疆维吾尔自治区人民委员会主席 1. 赛福鼎·艾则孜（1955年—1966年） |

| 中共新疆维吾尔自治区革命委员会核心小组组长 1. 龙书金（1970年—1971年） 中共新疆维吾尔自治区委员会第一书记 1. 龙书金（1971年—1972年） - 赛福鼎·艾则孜（1972年—1973年；代理） 2. 赛福鼎·艾则孜（1973年—1978年） 3. 汪锋（1978年—1981年） 4. 王恩茂（1981年—1985年） 中共新疆维吾尔自治区委员会书记 1. 宋汉良（1985年—1995年） 2. 王乐泉（1994年—2010年） 3. 张春贤（2010年—2016年） 4. 陈全国（2016年—2021年） 5. 马兴瑞（2021年—至今） | 新疆维吾尔自治区革命委员会主任 1. 龙书金（1968年—1972年） - 赛福鼎·艾则孜（代理）（1972年—1973年） 2. 赛福鼎·艾则孜（1973年—1978年） 3. 汪锋（1978年—1979年） 新疆维吾尔自治区人民政府主席 1. 司马义·艾买提（1979年—1985年） 2. 铁木尔·达瓦买提（1985年—1993年） 3. 阿不来提·阿不都热西提（1993年—2003年） 4. 司马义·铁力瓦尔地（2003年—2007年） 5. 努尔·白克力（2007年—2014年） 6. 雪克来提·扎克尔（2014年—2021年） 7. 艾尔肯·吐尼亚孜（2021年至今） |

## 经济

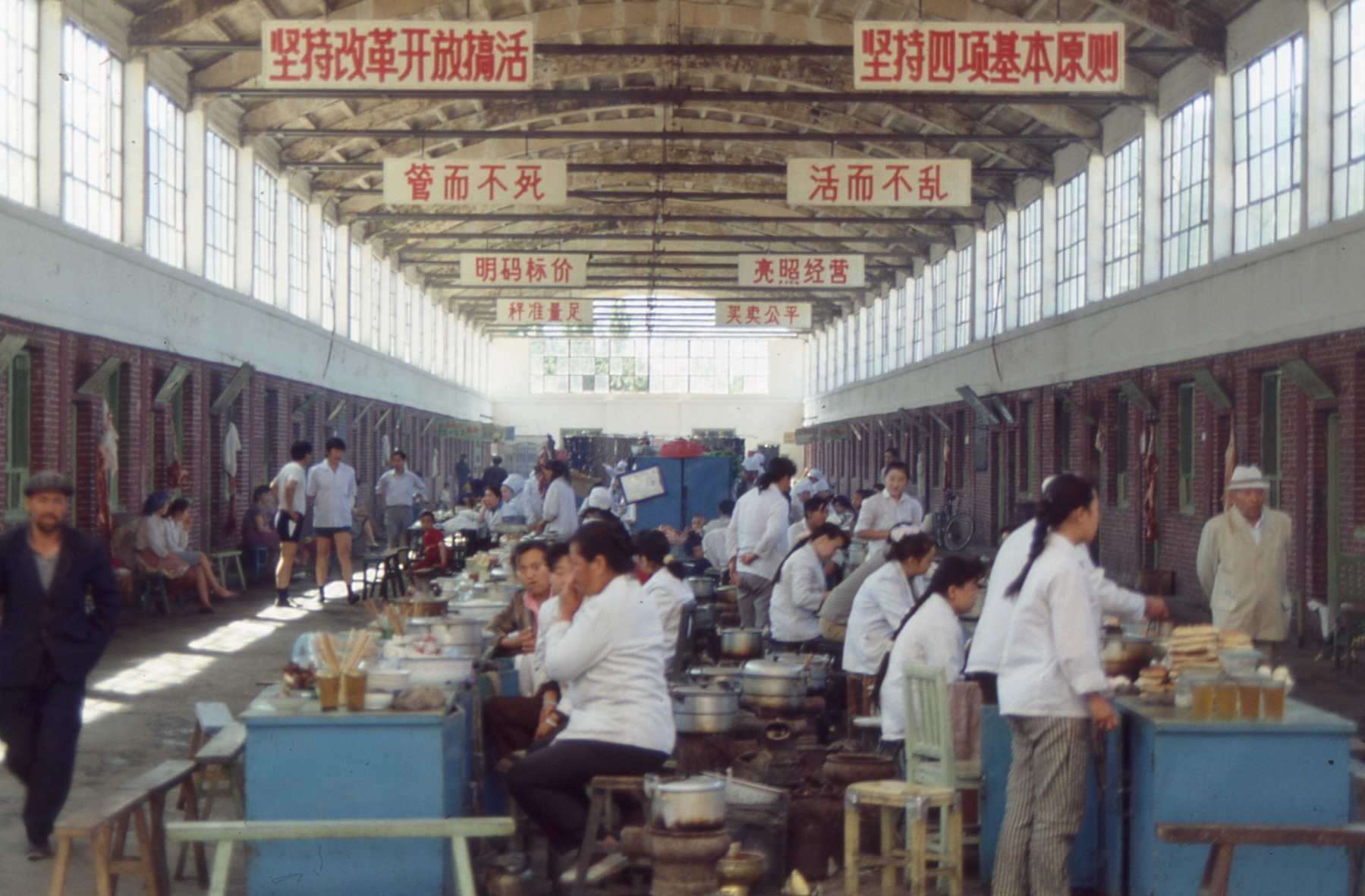
改革開放期間的新疆市集有標語「堅持改革開放」

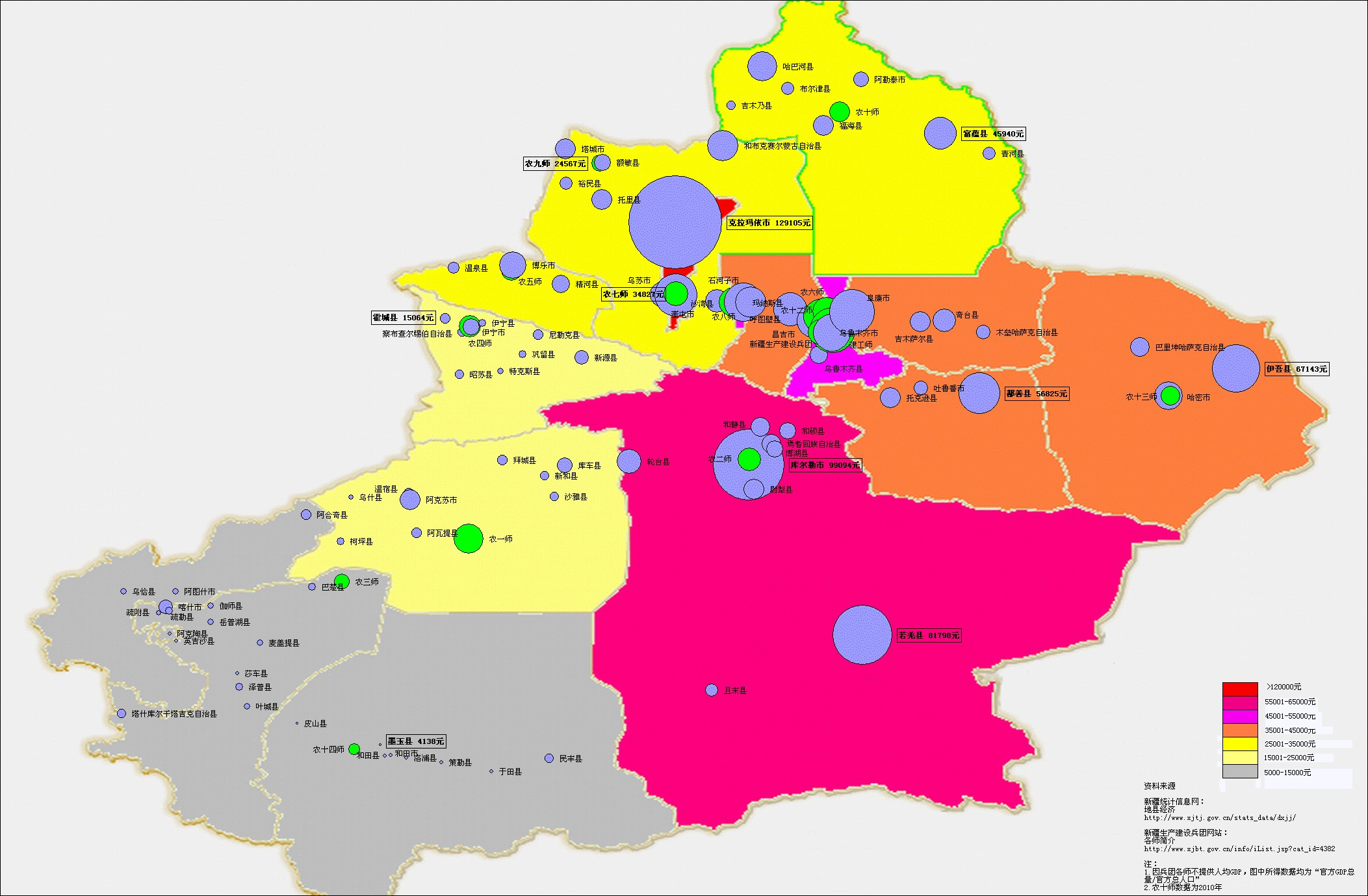
新疆各地、州、市、县及兵团各师人均GDP分布图

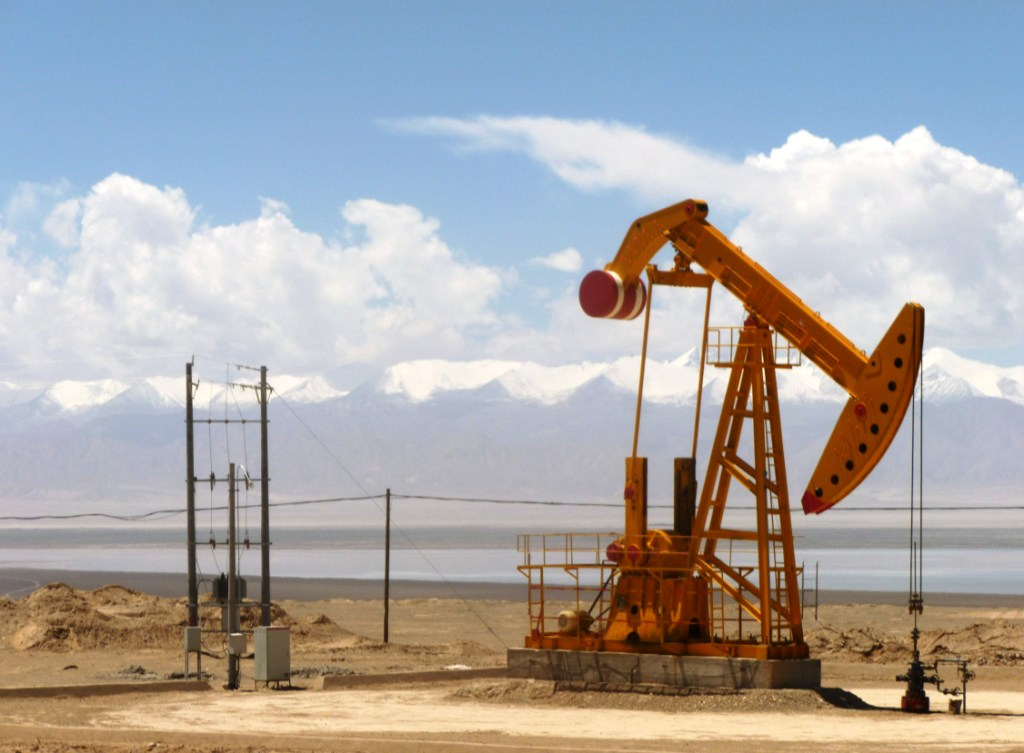
巴音郭楞蒙古自治州油田

新疆以盛产水果著称，包括葡萄和瓜类。此外还出产棉花、小麦、 丝绸、胡桃、熏衣草和绵羊。新疆还有丰富的石油等矿藏资源。阿克苏和克拉玛依的石油和天然气工业日渐繁荣，修建连接上海的输气管道。2016年12月30日，新疆银行开业。
新疆GDP总量一直稳居全国前第25位。在1979-2008年之內的29年間，按不变价格推算（以同期全国平均物价水平为基准），2008年GDP总量为1978年的20.6倍；GDP年平均增长率10.4％，居全国第八位。新疆GDP人均值，1987年突破1千元，2003年突破1万元，2008年突破2万元。2010年新疆GDP总量达到5,418.81亿元，占全国的比重达到1.3％；其中第一产业1078.61亿元，占19.9％；第二产业2,533.69亿元，占46.8％；第三产业1,806.51亿元，占33.3％；新疆人均GDP达到24,978元，次于宁夏、山西等18省份居第19位。值得一提的是，新疆的国内生产总值比其接鄰的中亞五國中的其中四國（吉爾吉斯斯坦、塔吉克斯坦、烏兹別克斯坦、土庫曼斯坦）都要高，僅與哈薩克斯坦相若。

## 文化

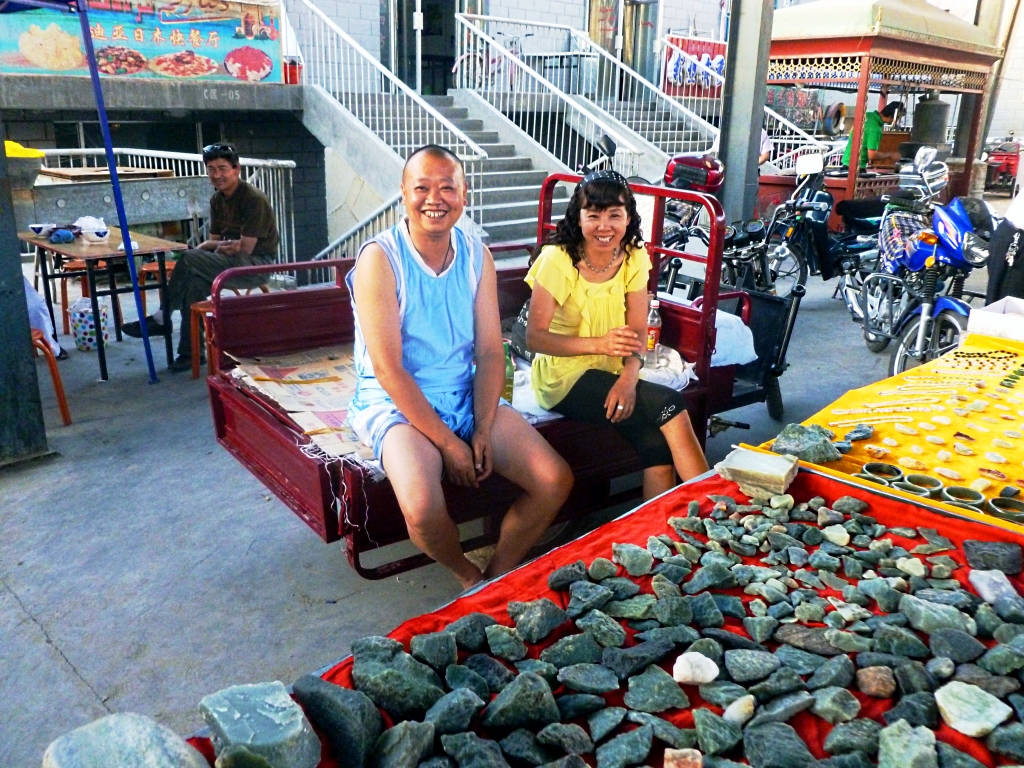
玉石市場

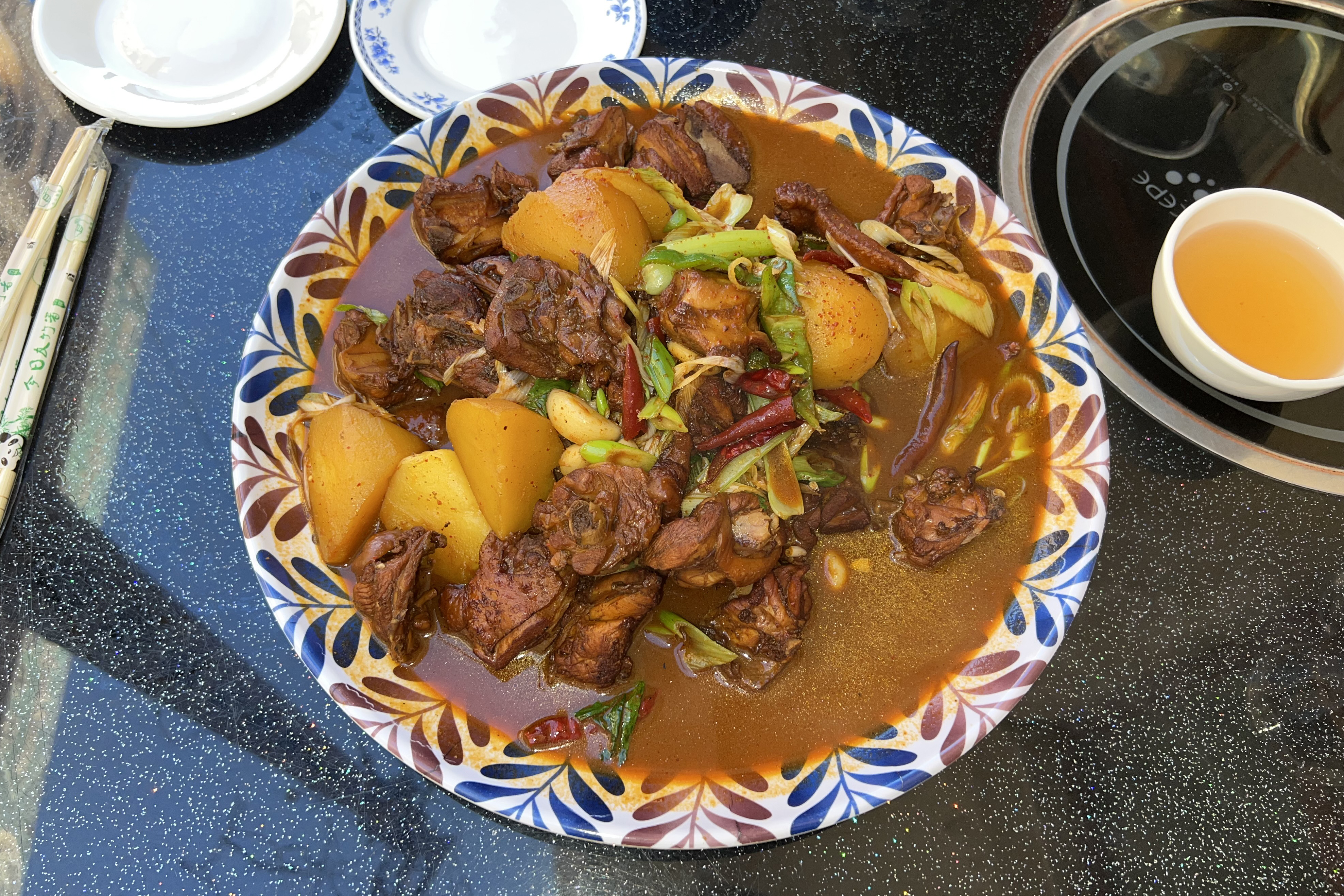
大盘鸡

- 国家历史文化名城：
  - 喀什市（第2批列表）
  - 吐魯番（增補h）
  - 特克斯（增補i）
  - 庫車（增補r）
  - 伊宁市（增補s）[50]

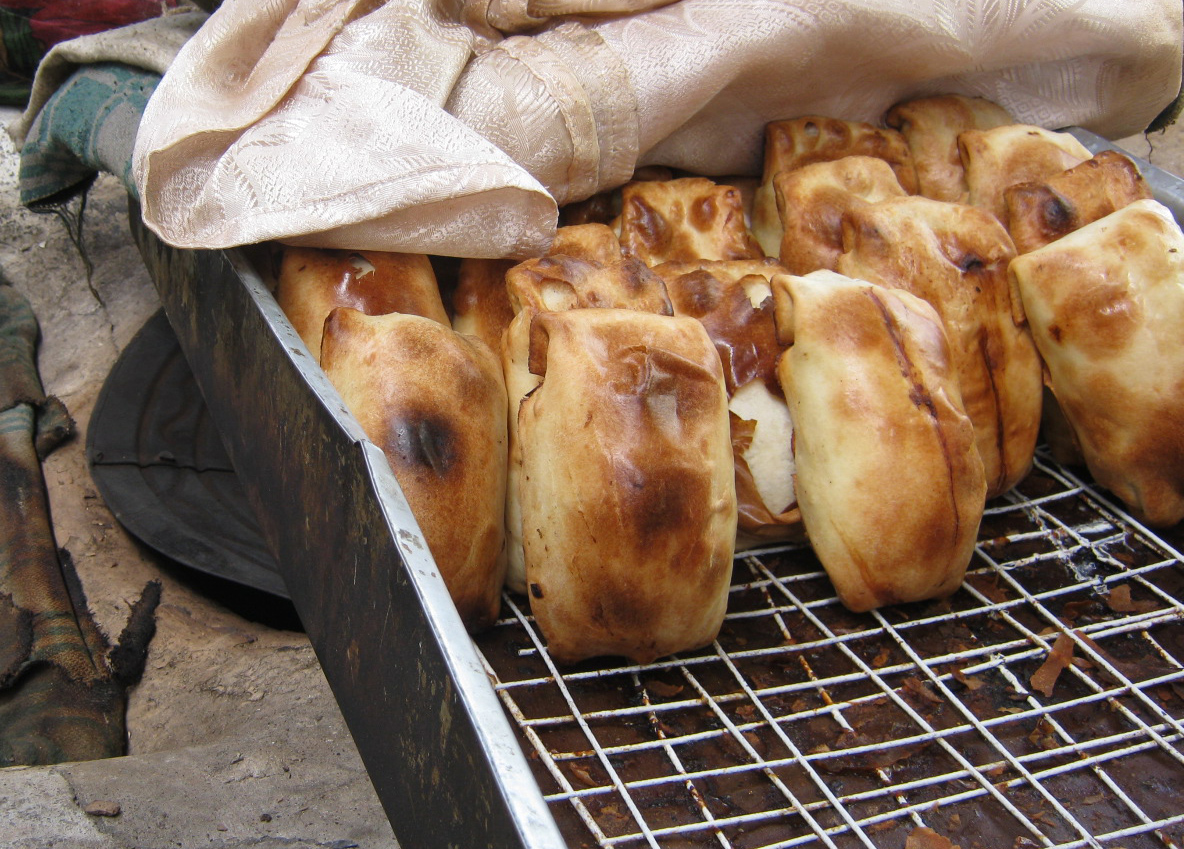
烤包子

- 大盘鸡烤包子传统饮食 ： 大盘鸡、羊肉串、馕、烤包子、切糕、酸奶疙瘩、新疆拌面、乌苏啤酒、石榴汁

## 教育
位于乌鲁木齐的新疆大学是新疆办学规模最大、办学历史最悠久、学科门类最齐全、科研水平最高的综合性大学，新疆大学和位于石河子市的石河子大学以及位于克拉玛依市的中国石油大学（北京）克拉玛依校区是“211工程”大学。其他主要高校还有新疆农业大学、新疆医科大学、新疆师范大学、新疆财经大学、喀什大学和塔里木大学。隶属武警新疆总队的中国人民武装警察部队工程大学乌鲁木齐校区是正师级军事院校。

## 旅游
新疆具有奇特的自然景观、突出的文物古迹，以及绚丽多彩的民族风情。天山天池、喀纳斯湖自然风景保护区、库木塔格沙漠、博斯腾湖、赛里木湖为国家重点风景名胜区，还有千佛洞、高昌故城、交河故城、额敏塔、火焰山、红山和南山牧场、新疆历史博物馆、吐鲁番葡萄沟等众多知名景点。

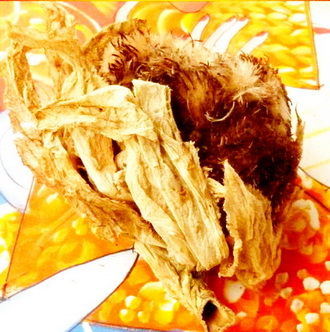
雪莲

特产
- 雪莲雪莲、哈密瓜、和田玉

## 交通
- 國際聯絡通道：喀喇昆仑公路连接巴基斯坦伊斯兰堡和喀什，经过红其拉甫口岸。
- 公路：吐乌大高速公路、乌奎高速公路、和库高速公路、216国道、217国道、218国道、219国道、312国道、314国道、315国道、塔里木沙漠公路、阿拉尔-和田沙漠公路
- 铁路：蘭新高铁、兰新铁路、北疆铁路、精伊霍铁路、奎北铁路、乌将铁路、南疆铁路、喀和铁路、格库铁路
- 主要机场：烏魯木齊天山國際機場、喀什機場、克拉瑪依古海機場、塔城千泉機場、阿勒泰雪都機場、伊宁机场、庫爾勒梨城機場、阿克苏机场、庫車龜茲機場、和田崑岡機場、且末玉都機場、吐魯番交河機場、博乐机场、哈密机场、石河子花园机场
- 城市轨道交通：乌鲁木齐地铁、乌昌磁悬浮、吐鲁番有轨电车

## 反恐及人權問題

### 分離主義
新疆維吾爾族獨立運動主要發生在20世紀與21世紀初期，該運動支持者主張應該由維吾爾人在新疆西南部的區域建立一個獨立的民族國家，因為作為他們祖國的東突厥斯坦並非中國的一部分。對抗中國政府的分離恐怖主義活動被新疆眾多的地下激進組織所領導，其中東突厥斯坦伊斯蘭運動已被聯合國安理會和中國、英國等國認定為恐怖組織。同時，美國長期提供資助給「世維會」等組織，這些組織被中國視為「東突」分裂勢力。但遭到世維會駁斥，稱對於專家出現混肴的失誤感到困惑，並指正中方團隊搞錯了幾個派系，強調沒有打算與這些派系有聯繫。此外，中方也指控美國多名高官曾參加過與這些組織相關的會面和會議，公開表達對它們的支持等。

### 侵犯人權指控
自2014年烏魯木齊火車南站暴力恐怖襲擊案件發生之後，在中共中央總書記習近平領導下，黨政機關首先在新疆發起「反恐人民戰爭」，並下令興建新疆再教育營。2017年初開始，多家中文、英文、阿拉伯文媒體報道稱新疆當局已投入100萬左右的人到再教育營進行封閉式國民教育和職業培訓。一些國際人權組織也揭發中國拘留數十萬人到再教育營。對此中華人民共和國外交部曾作出回應，其為新疆職業技能教培機構，並非「再教育營」，且二者存在本質差別。極左翼新聞網站「灰色地帶」有文章指外界關於再教育營「拘留數百萬穆斯林」的說法未經查證，且「基於兩項可疑的‘研究’」。聯合國人權事務高級專員巴切萊特於2022年8月31日發布《新疆人權報告》，指中國以反擊恐怖主義和極端主義為名嚴重侵犯新疆維吾爾族和穆斯林的人權。報告稱在新疆發現一系列人權受到不當限制的情況，中國政府的行為可能構成國際罪行，特別是危害人類罪。聯合國秘書長古特雷斯認可新疆人權報告中的證據，希望中國當局改善。